# Segona galeria de pintures del Museu Teyler

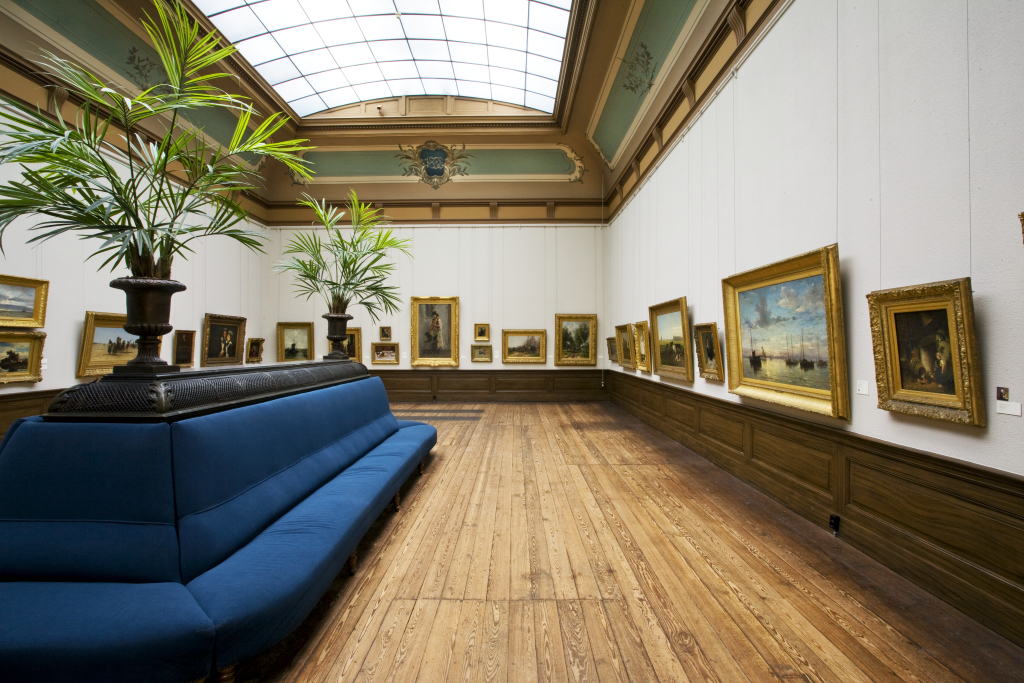
Tweede Schilderijenzaal

La segona galeria de pintures del Museu Teyler (en neerlandès, Tweede Schilderijenzaal) és una de les dues sales d'art d'aquest museu. Aquesta segona galeria de pintures va ser projectada per un arquitecte desconegut i construïda el 1893.

## Història
Després de l'ampliació de 1884, moment en què es commemorà el centenari d'exposicions a la sala Ovalada, anomenada "Nieuwe Museum" (Nou Museu), amb la qual s'obria l'entrada de cara al riu Spaarne (actualment la principal) i les noves sales de fòssils, l'única part del museu que no s'havia beneficiat d'aquesta expansió havia estat la galeria de pintures. No va ser fins a l'any 1893 quan s'afegí aquesta nova sala al museu, duta a terme pel mateix personal regular. A la nova galeria, a banda del nou espai a les parets per a quadres, s'instal·laren unes taules on hi havia portafolis amb dibuixos i impresos exposats; avui encara es manté aquesta pràctica malgrat que ara els portafolis alberguen còpies en lloc dels originals.

## Quadres
Aquí apareixen els pintors exposats a la sala, acompanyats d'un dels seus quadres, ordenats alfabèticament:

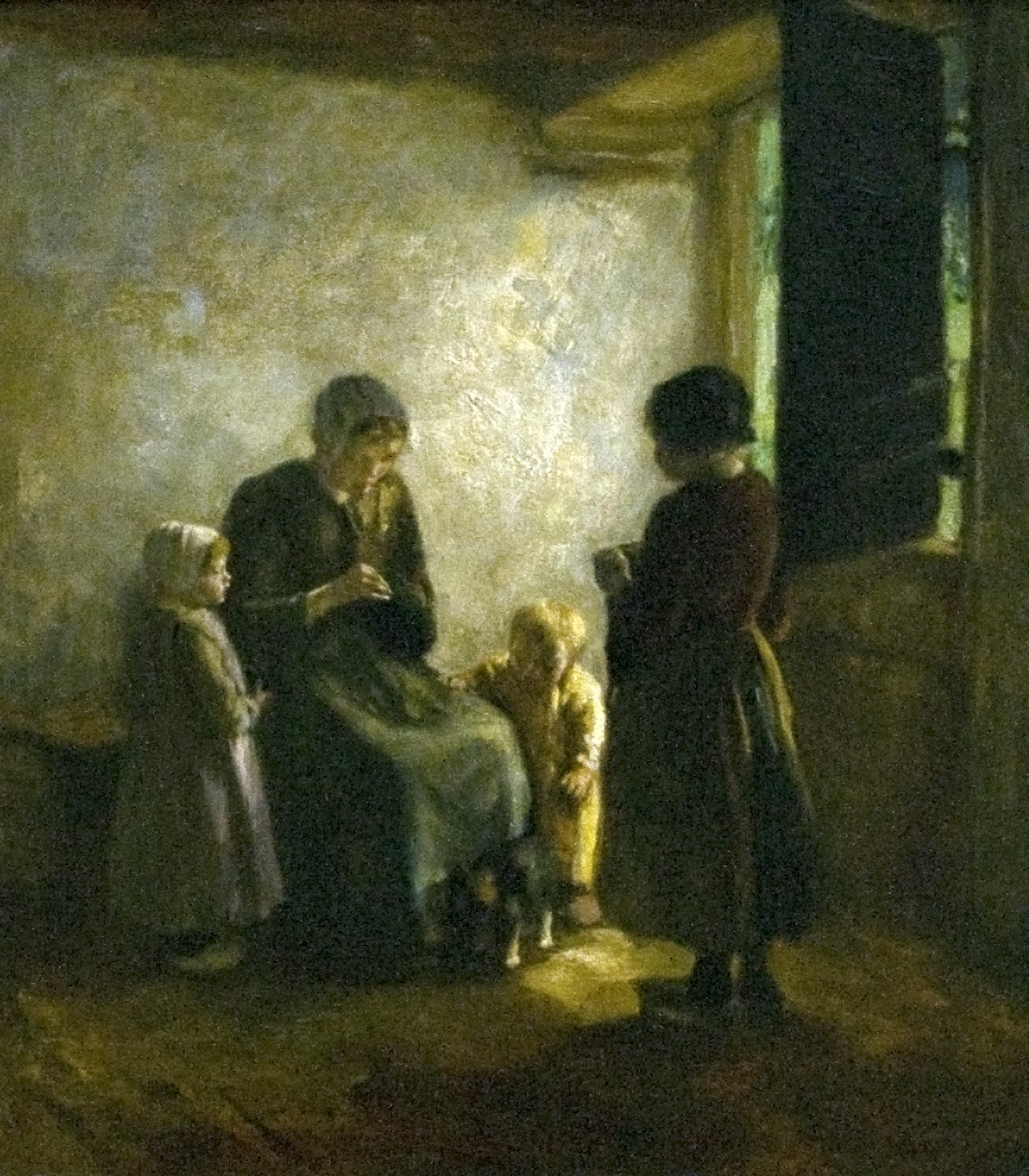
La porta oberta (1905) d'Albert Neuhuys
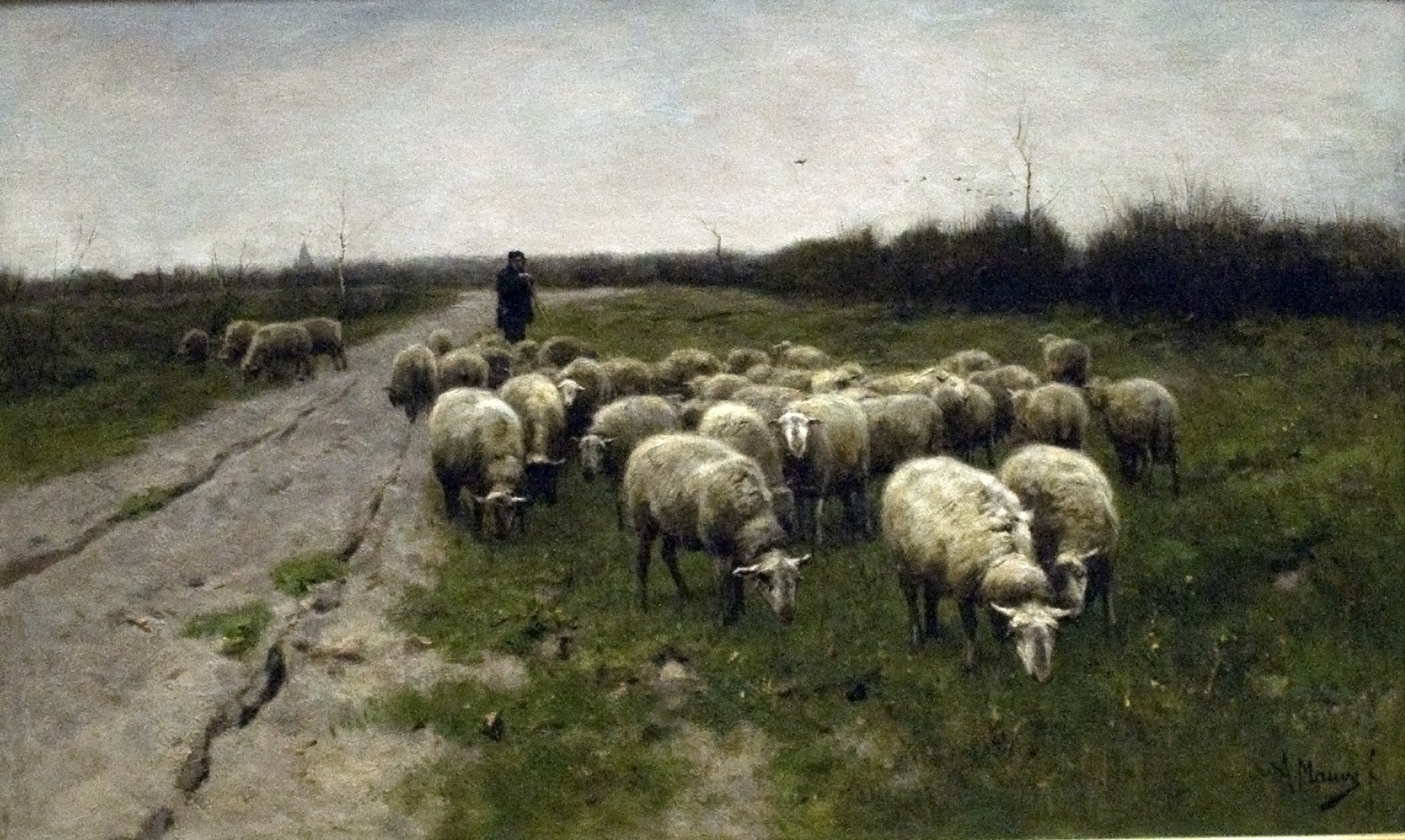
Pleta (1880) d'Anton Mauve
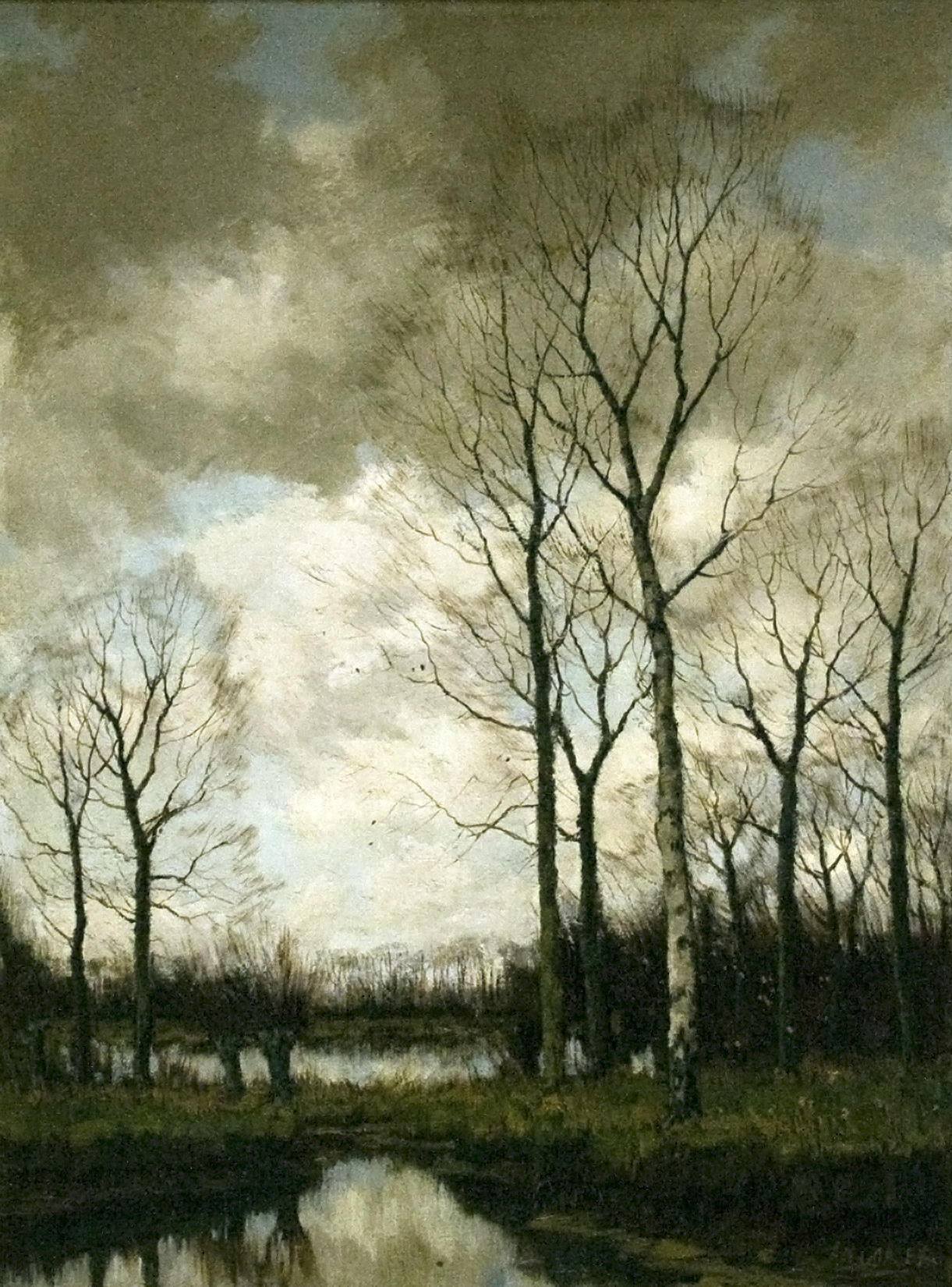
Novemberstemming (1905) d'Arnold Marc Gorter
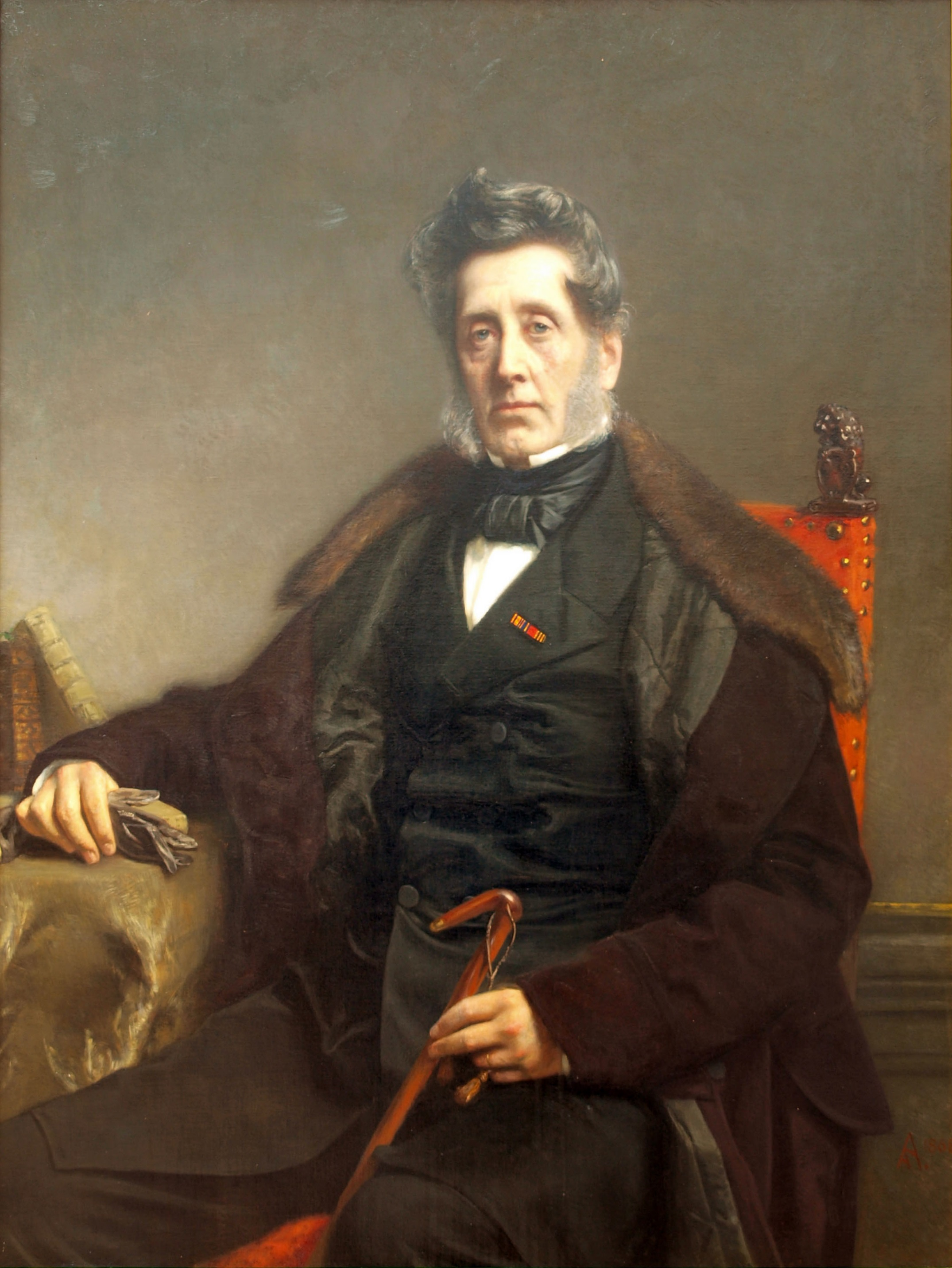
Retrat de Johannes Luden (1868) d'August Allebé
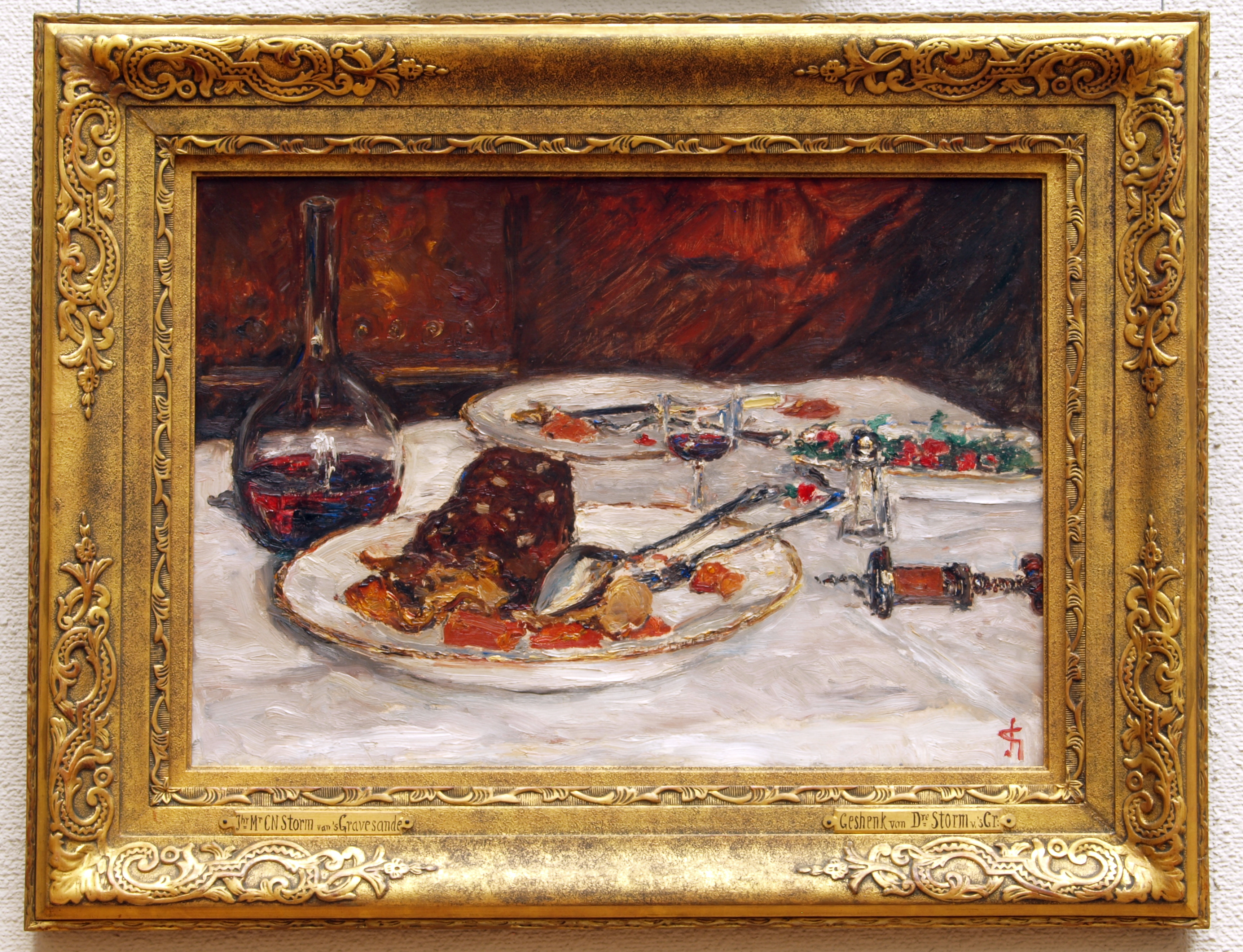
Natura morta «Boef à la mode» (1906) de Carel Nicolaas Storm van 's-Gravesande
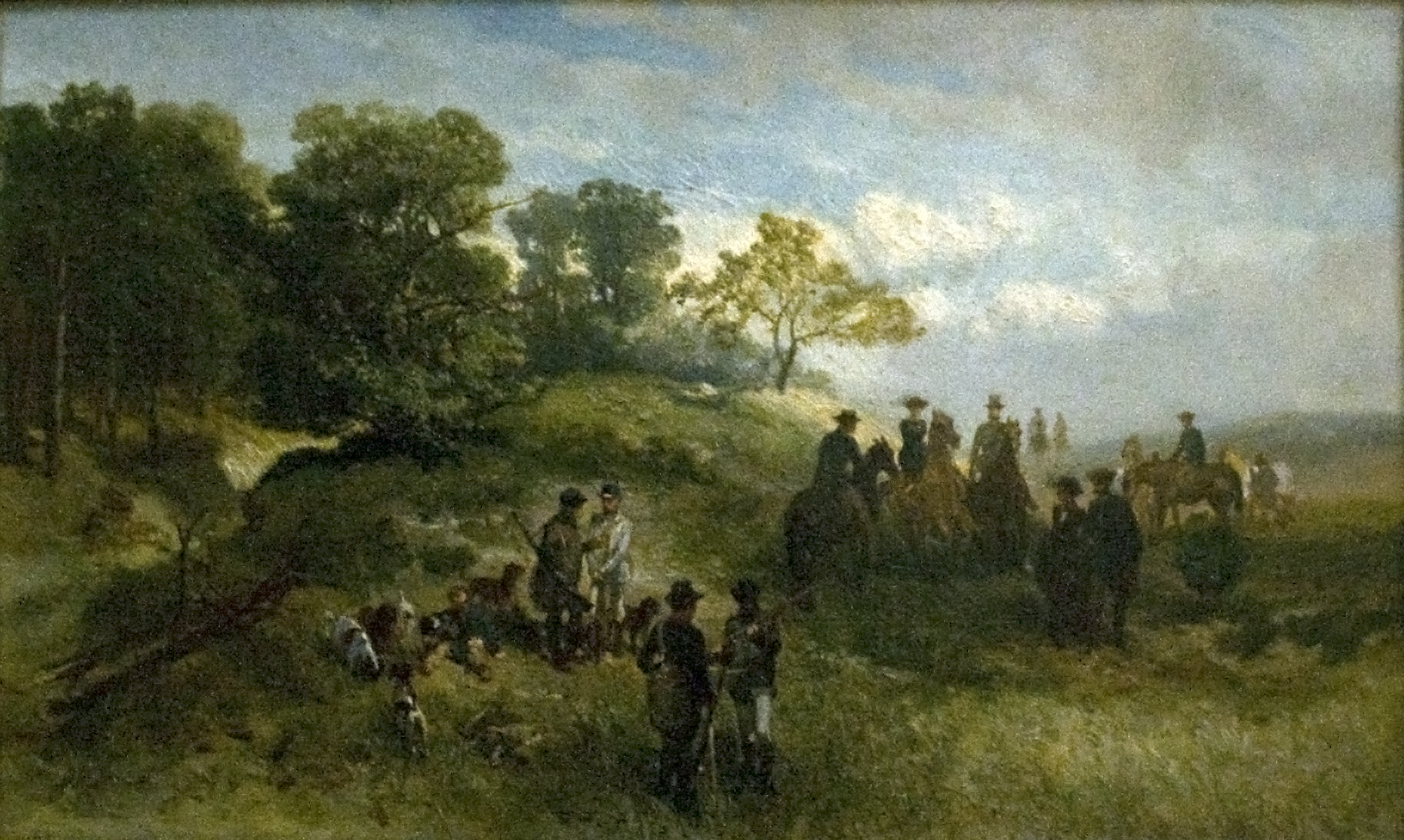
Cacera (1857) de Charles Rochussen
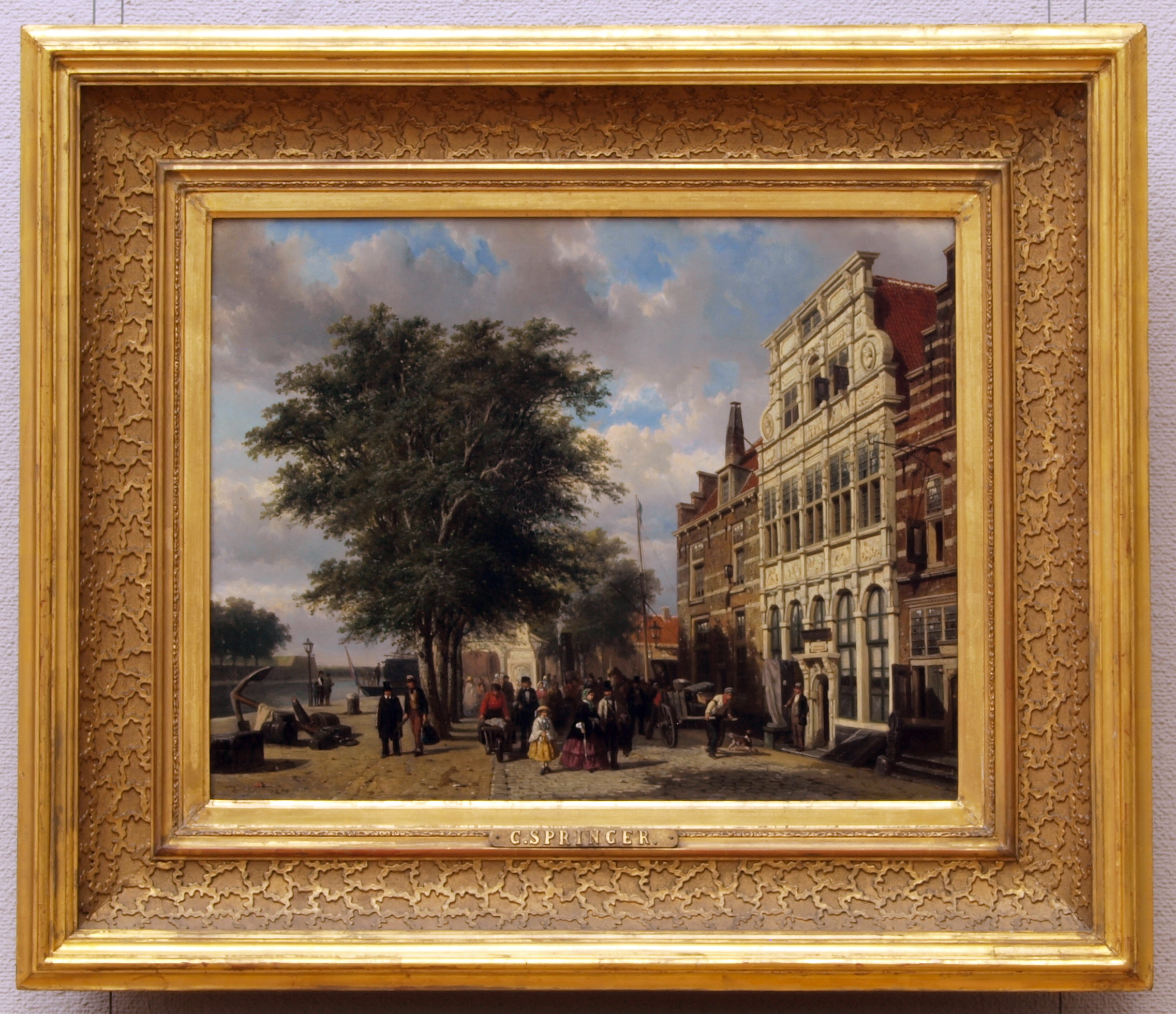
El port de Middelburg (1859) de Cornelis Springer
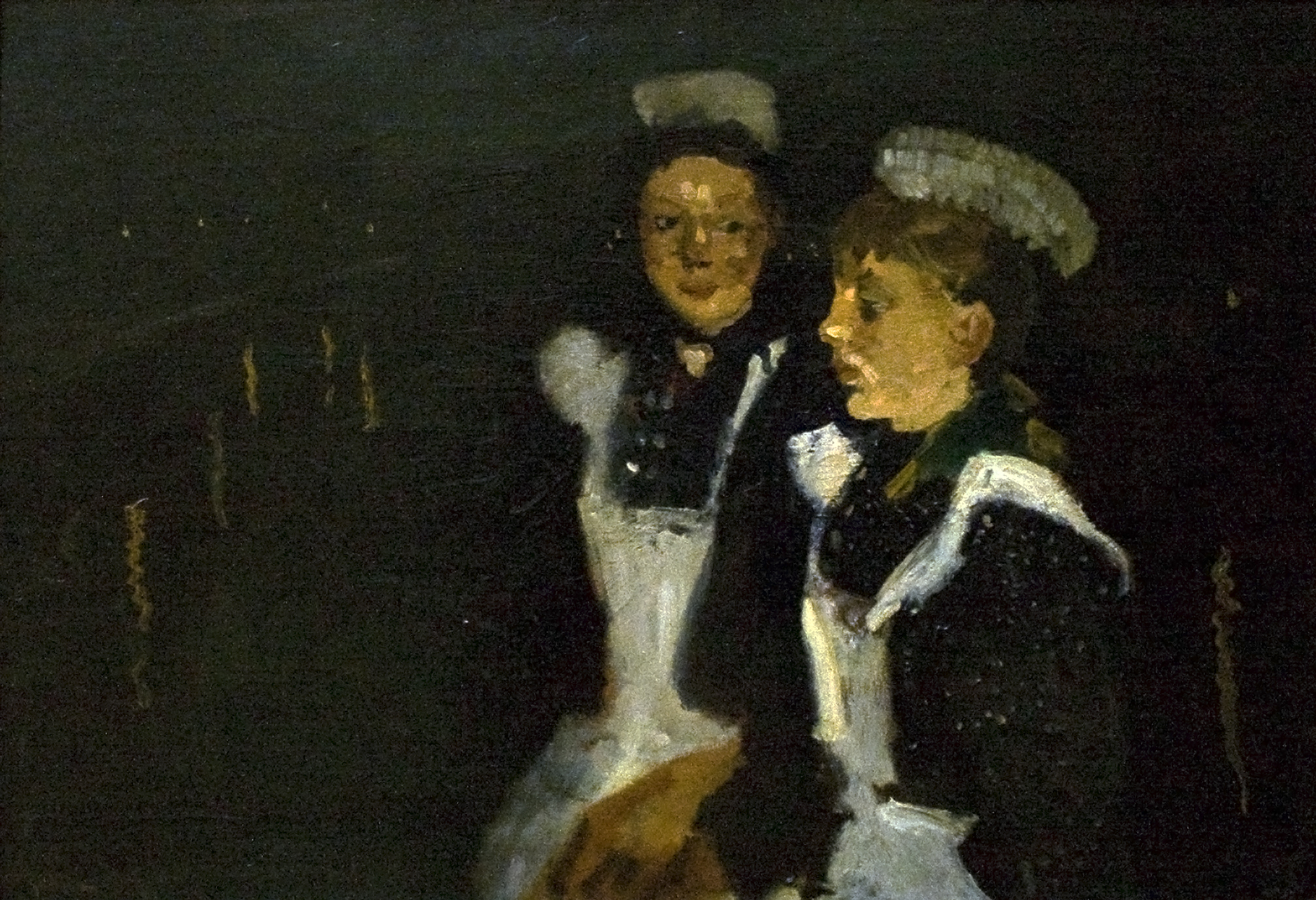
Dues serventes (1890) de George Hendrik Breitner
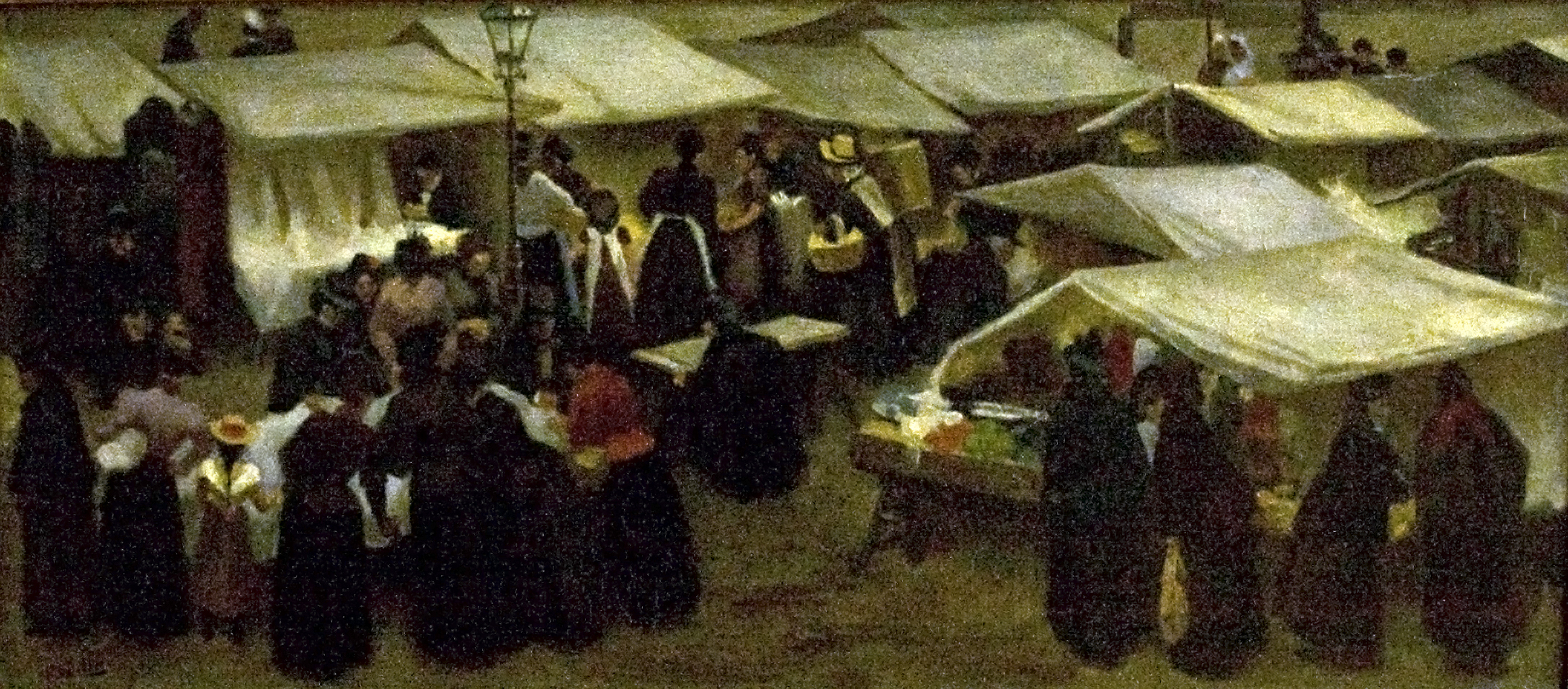
Nieuwmarkt d'Amsterdam (1897) de Hendrik Adriaan Christiaan Dekker
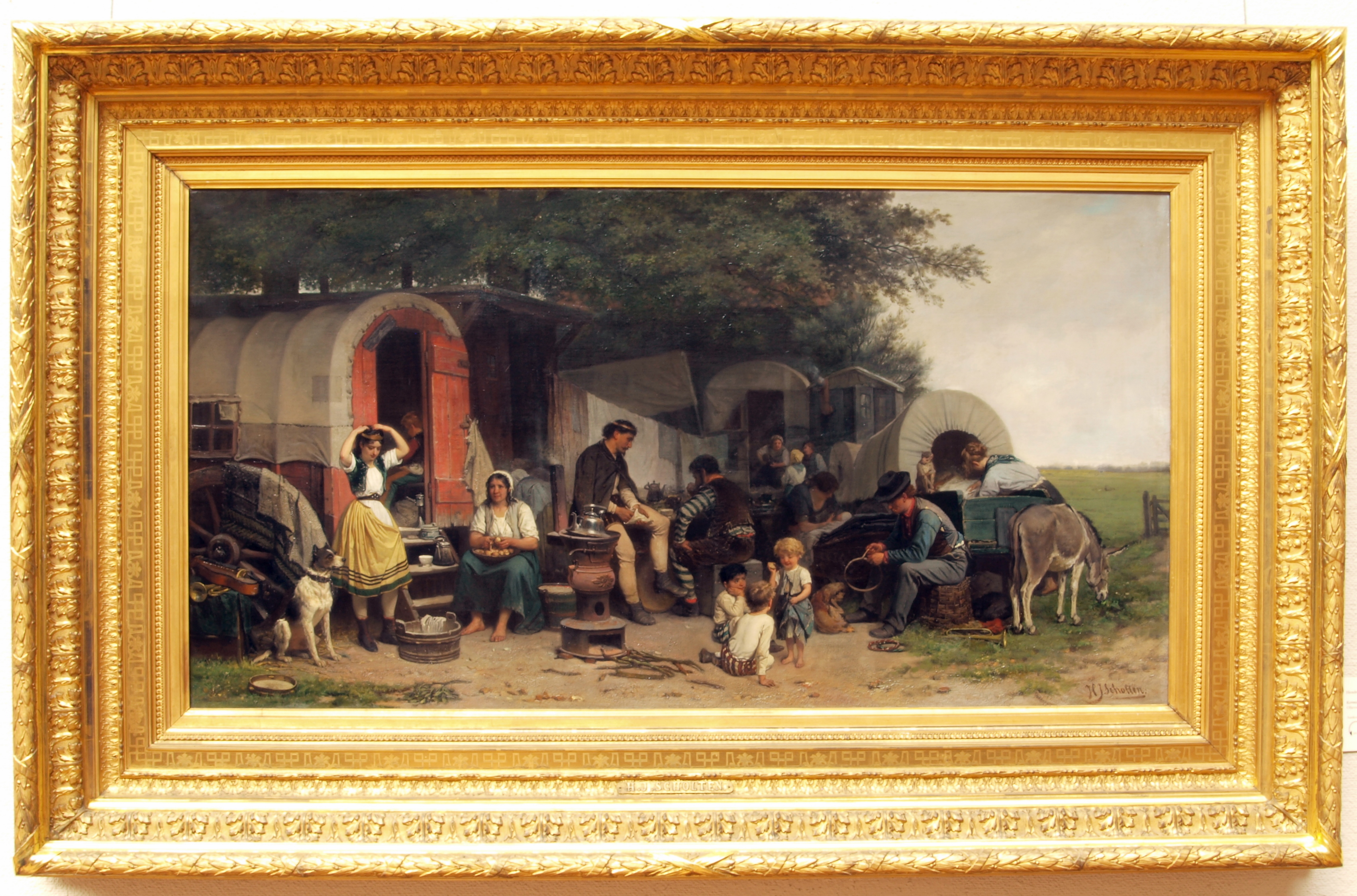
Kermisgasten (1870) de Hendrik Jacobus Scholten
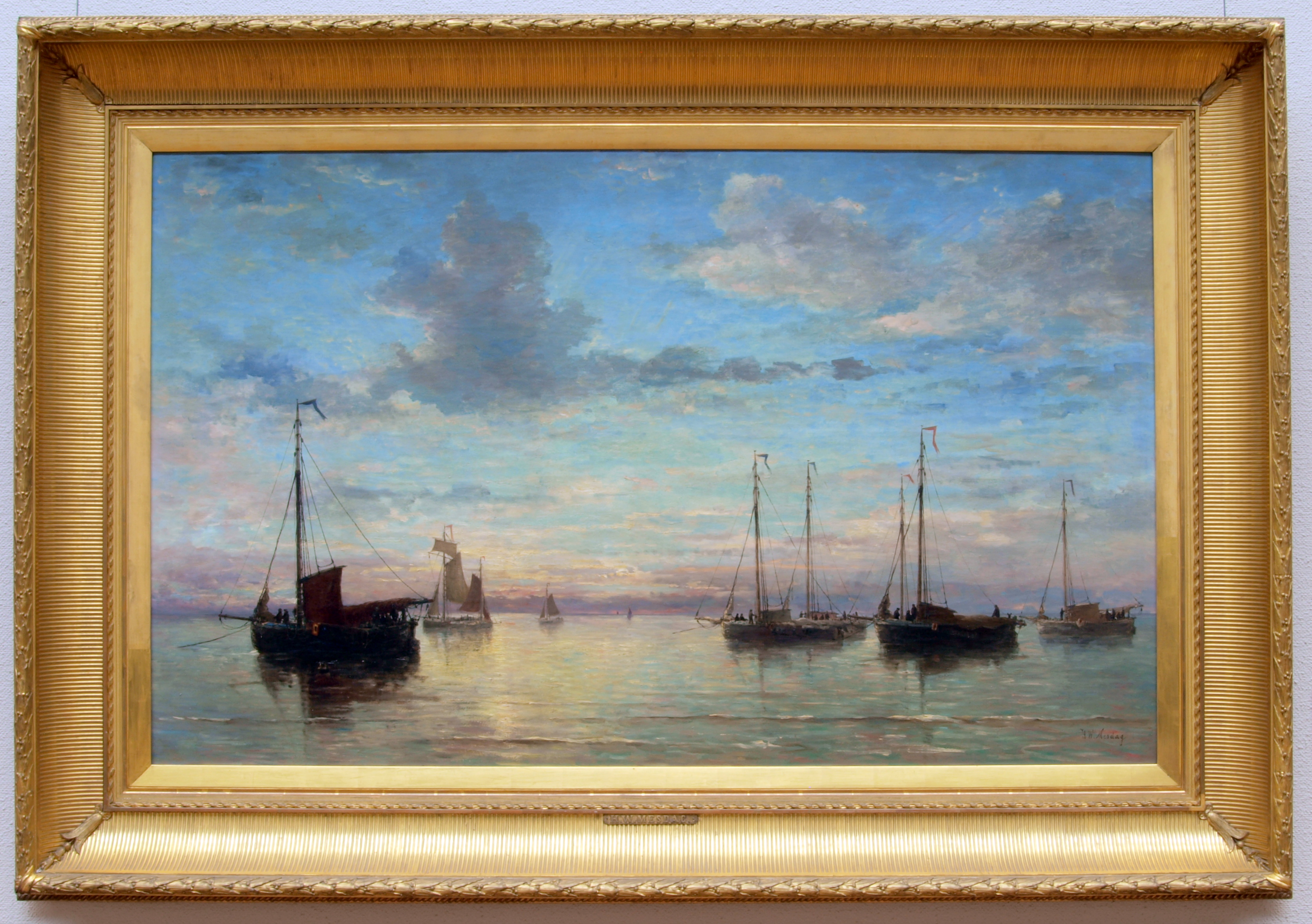
Posta de sol al mar (1870) de Hendrik Willem Mesdag
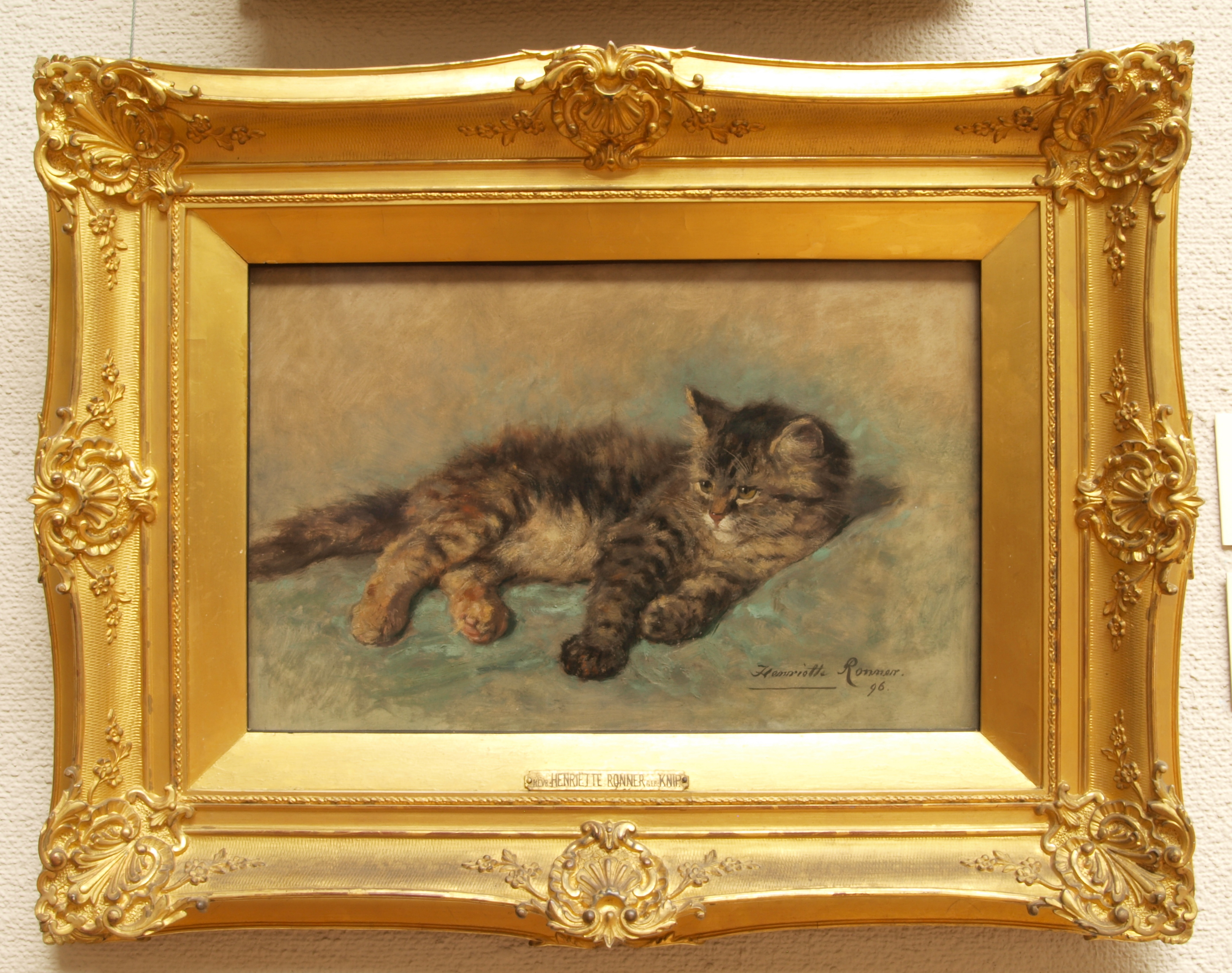
Gat (1896) de Henriëtte Ronner-Knip
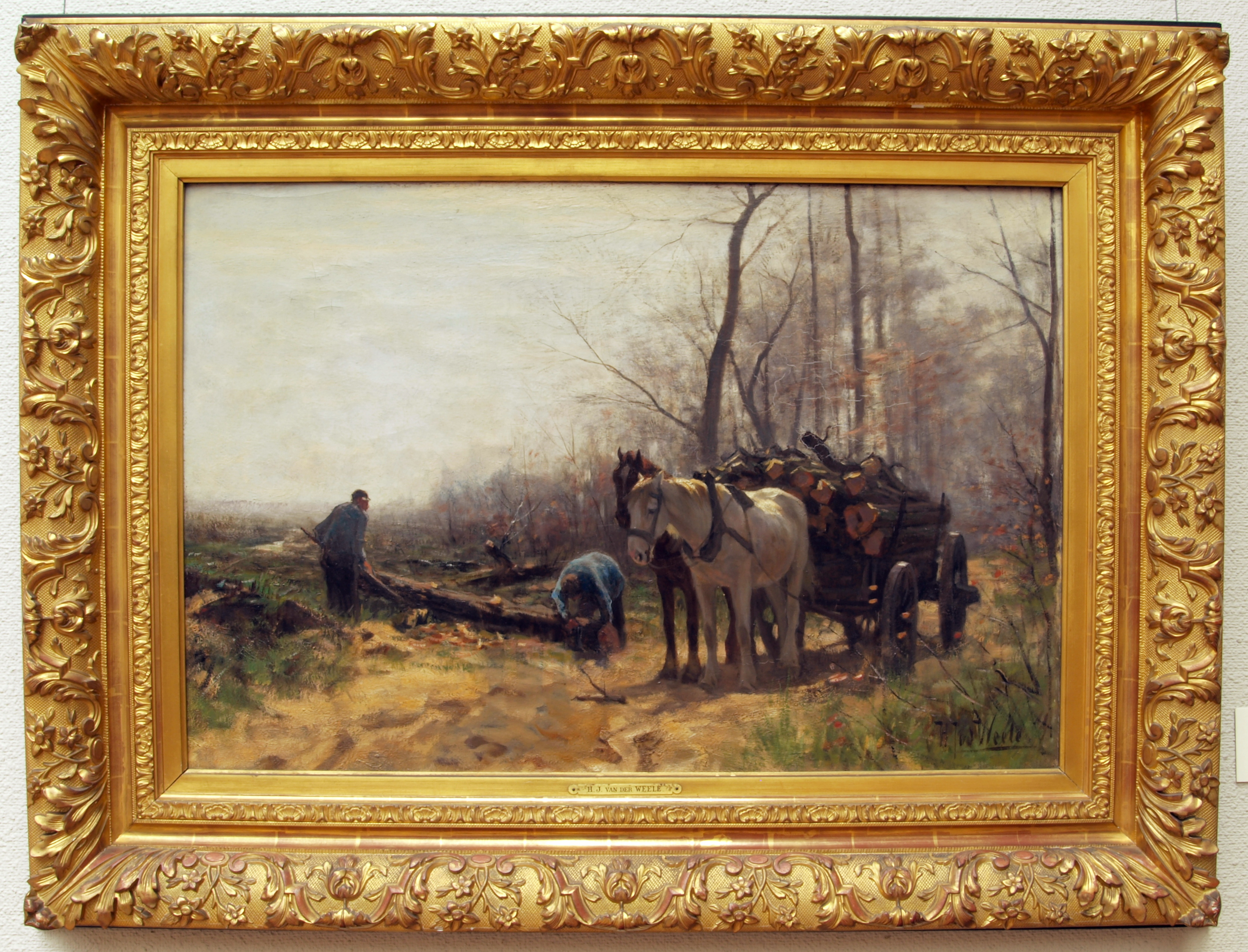
Carregament fusta (1890) de Herman Johannes van der Weele
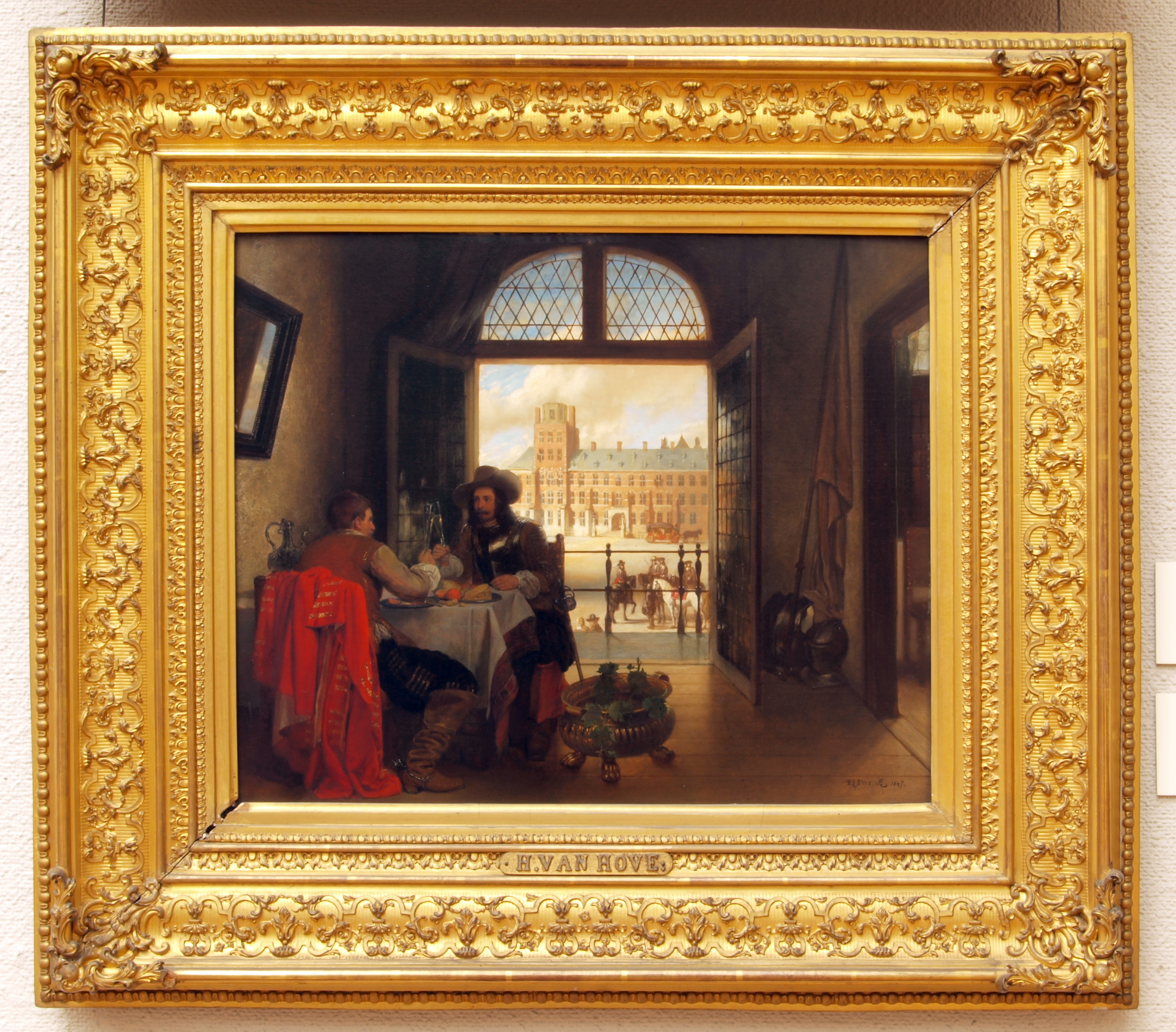
El comiat (1847) de Hubertus van Hove
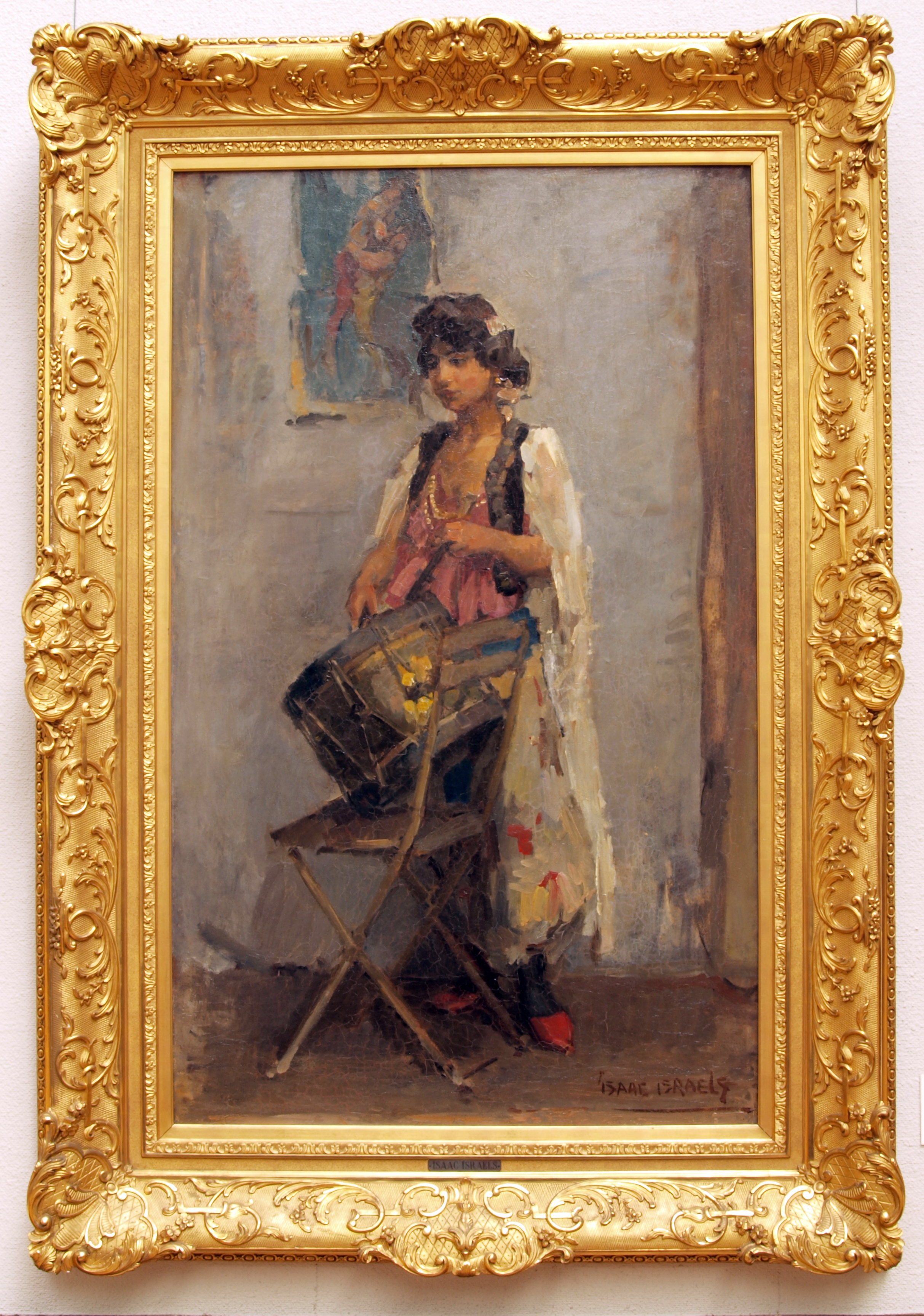
Tamborera (1908) d'Isaac Israëls
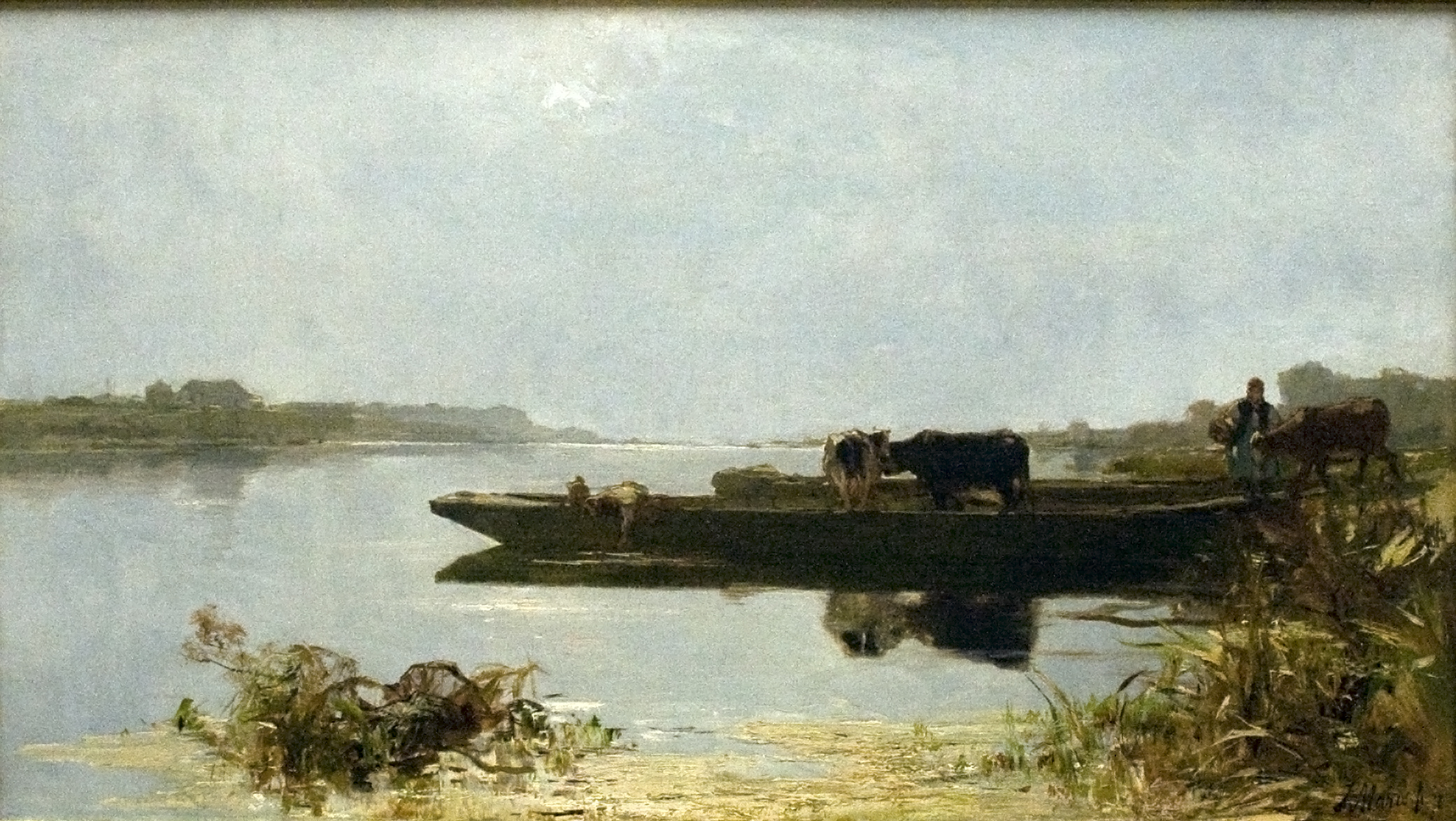
El ferri (1870) de Jacob Maris
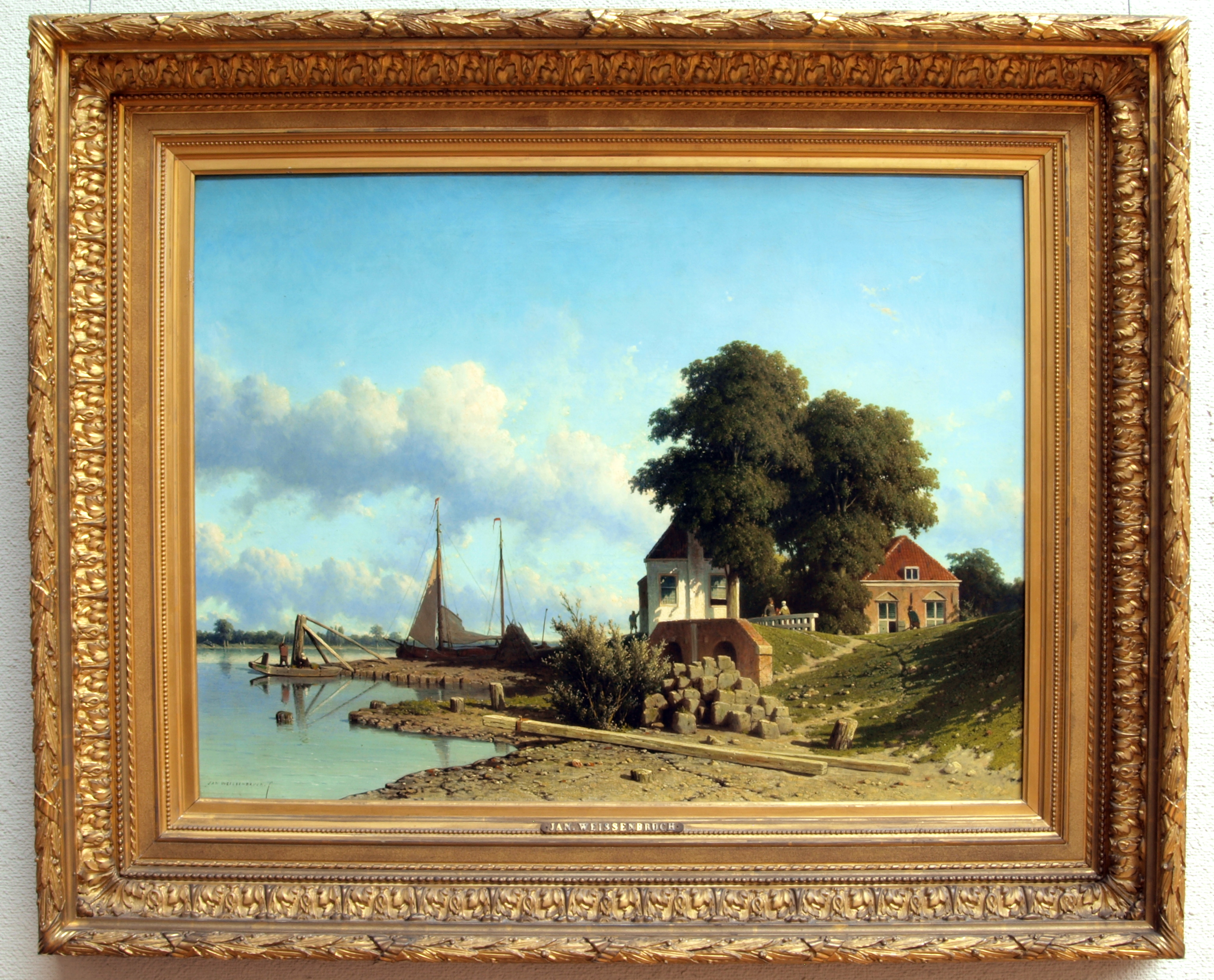
Aan de Lek bij Elshout (1850 – 1854) de Jan Weissenbruch
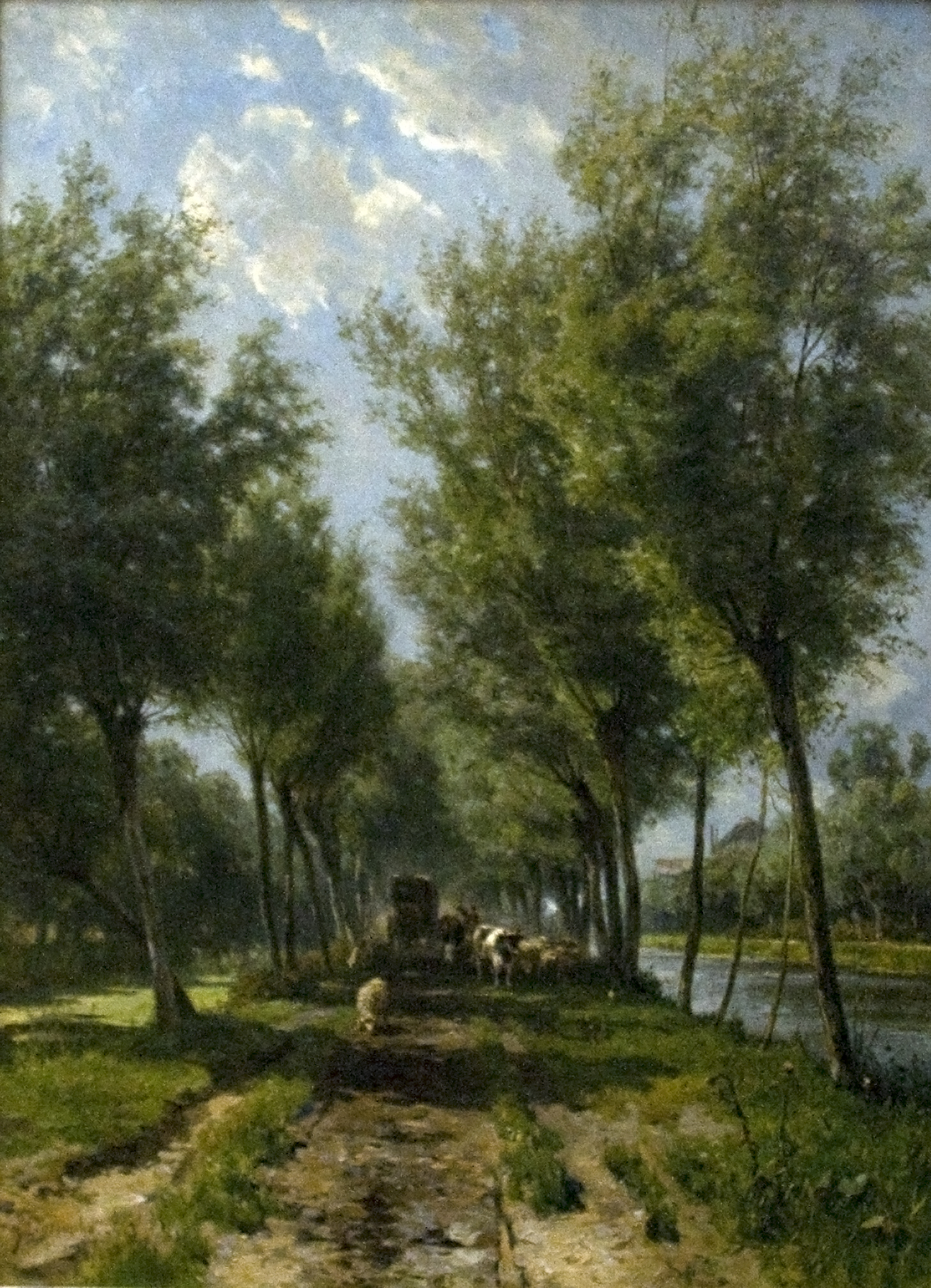
El camí a Polsbroekerdam (1860) de Jan Willem van Borselen
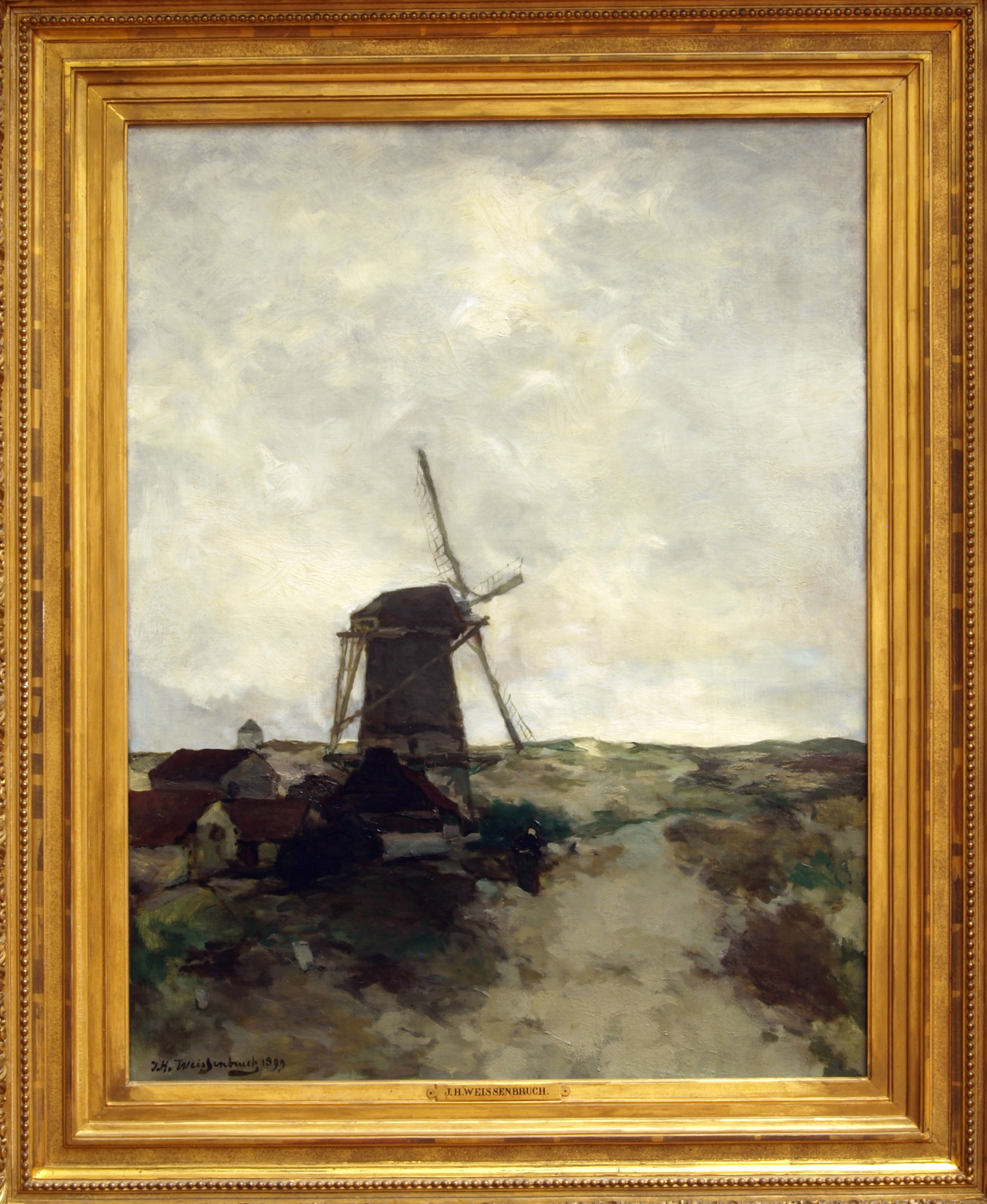
El molí (1899) de Johan Hendrik Weissenbruch
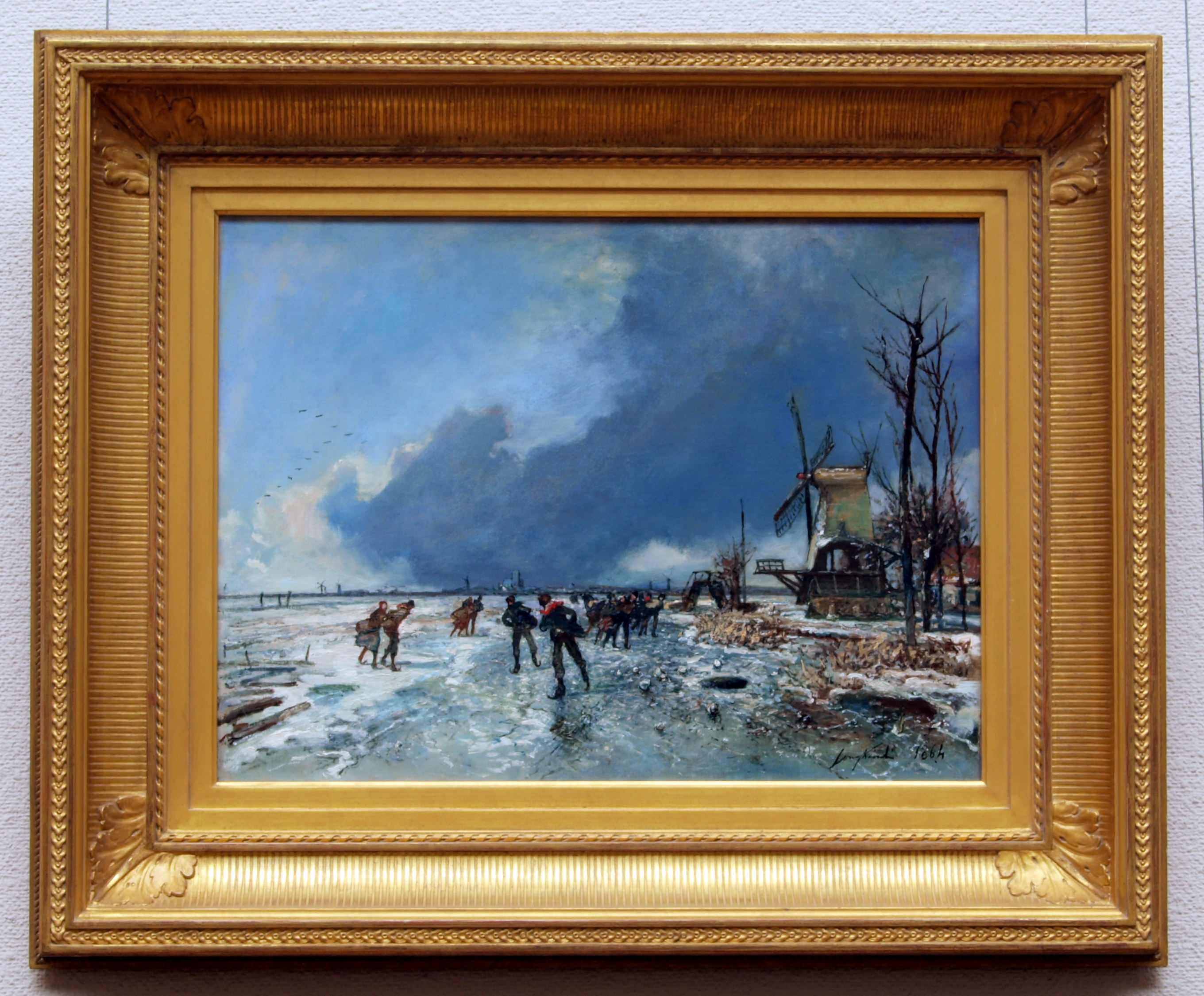
Paisatge d'hivern amb patinadors (1864) de Johan Jongkind
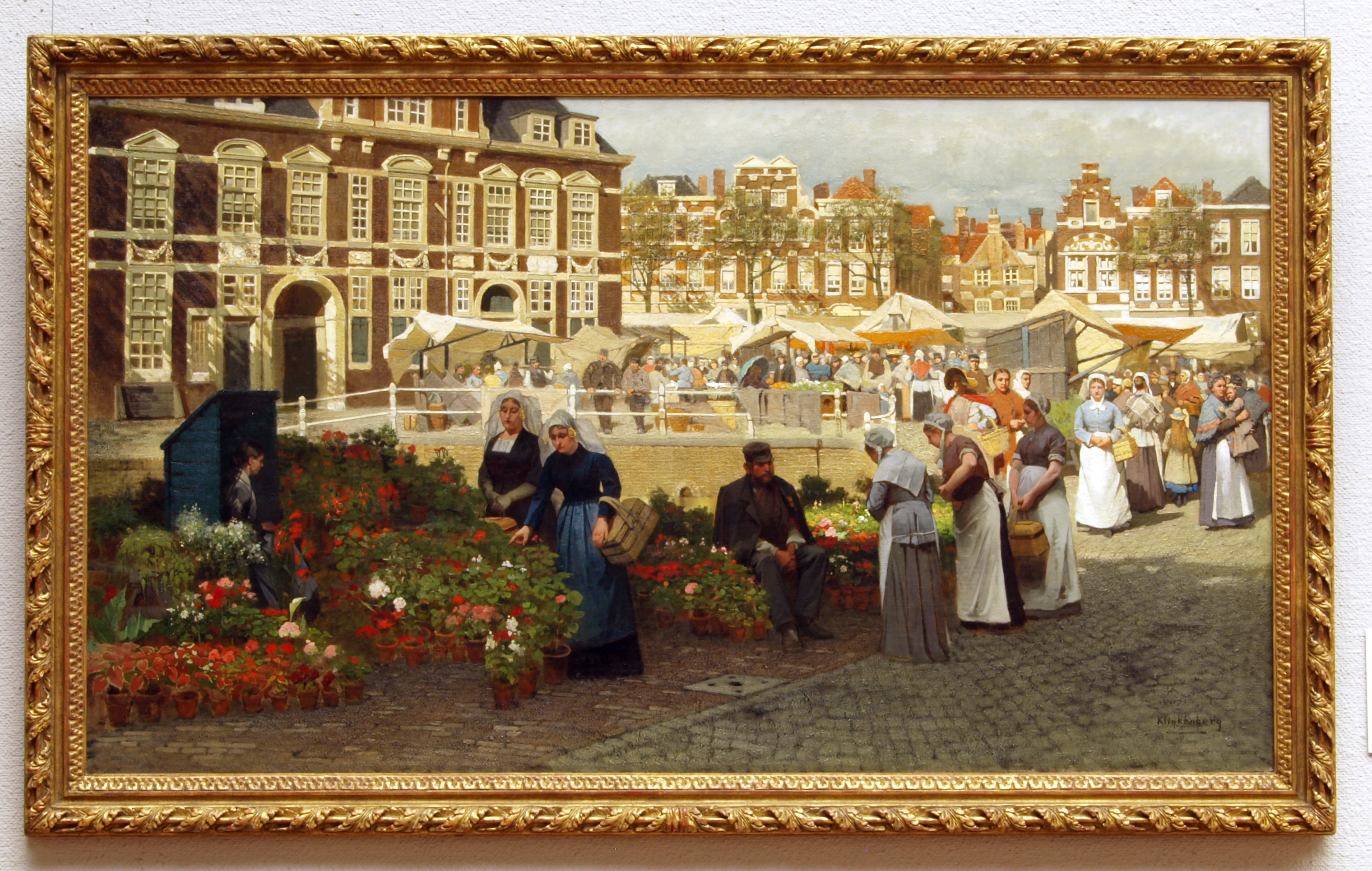
Mercat de flors a la Haia (ca. 1880 – 1904) de Johannes Christiaan Karel Klinkenberg
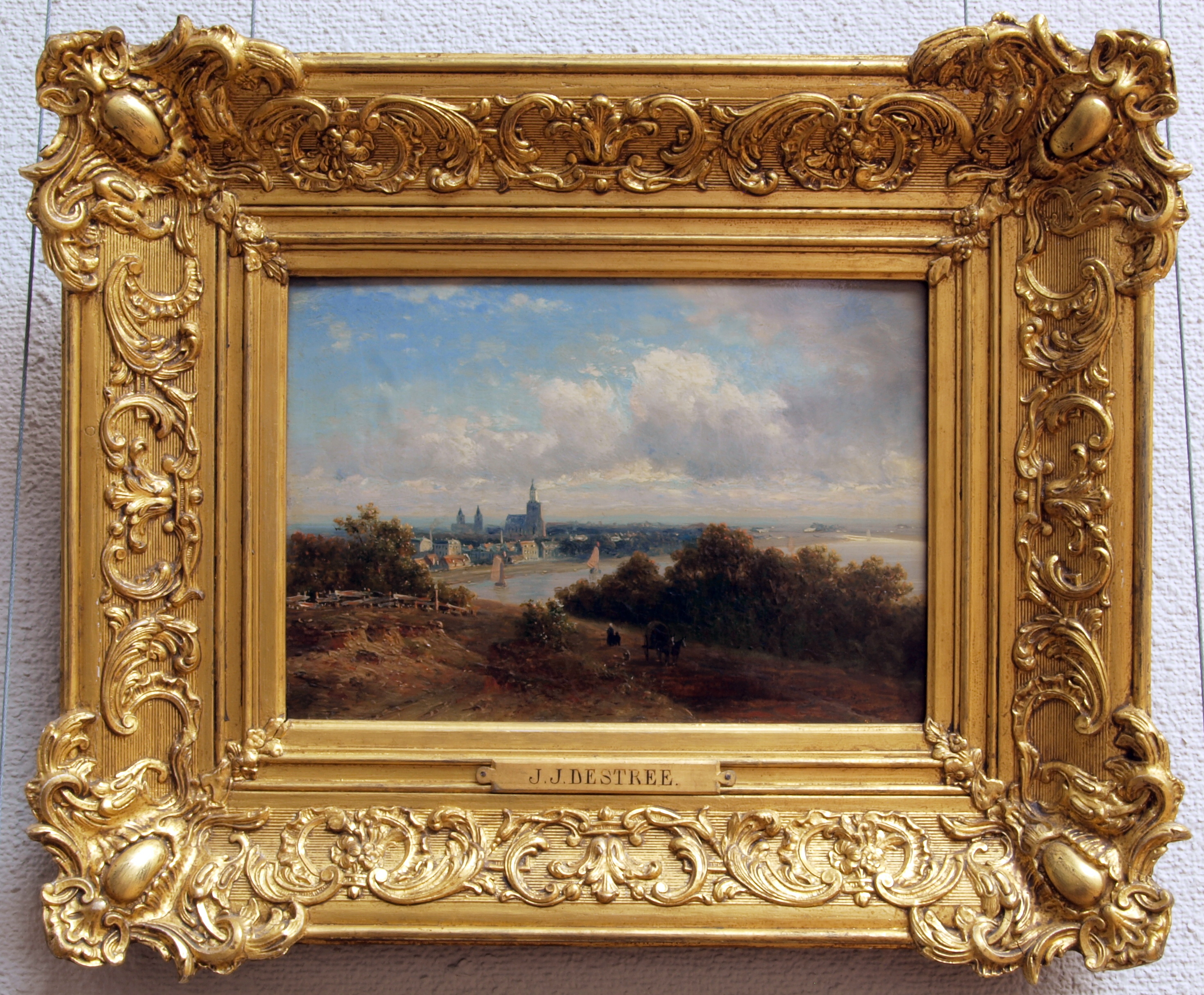
Paisatge d'Anvers (1852) de Johannes Joseph Destrée
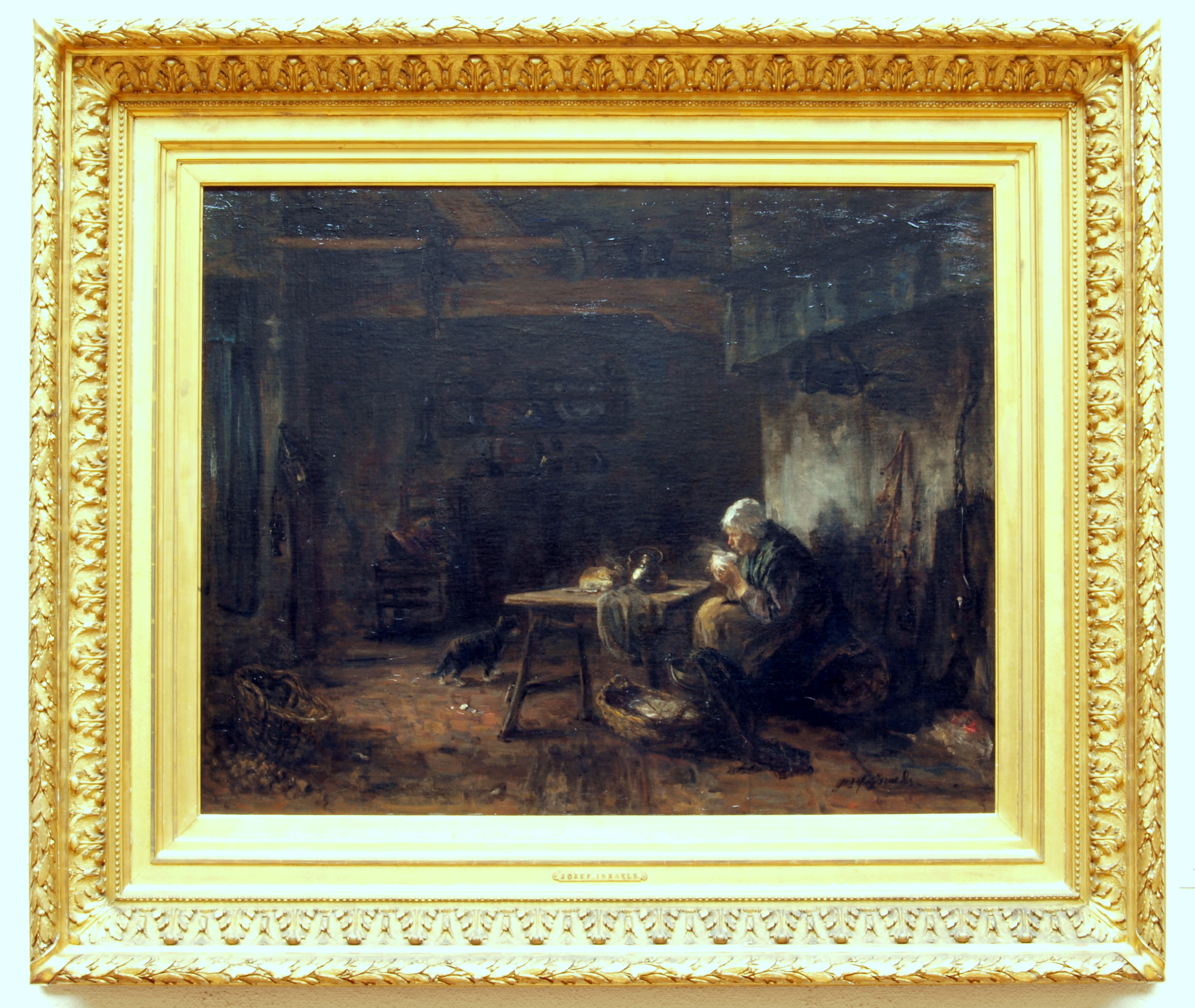
De verkwikking (1887) de Jozef Israëls
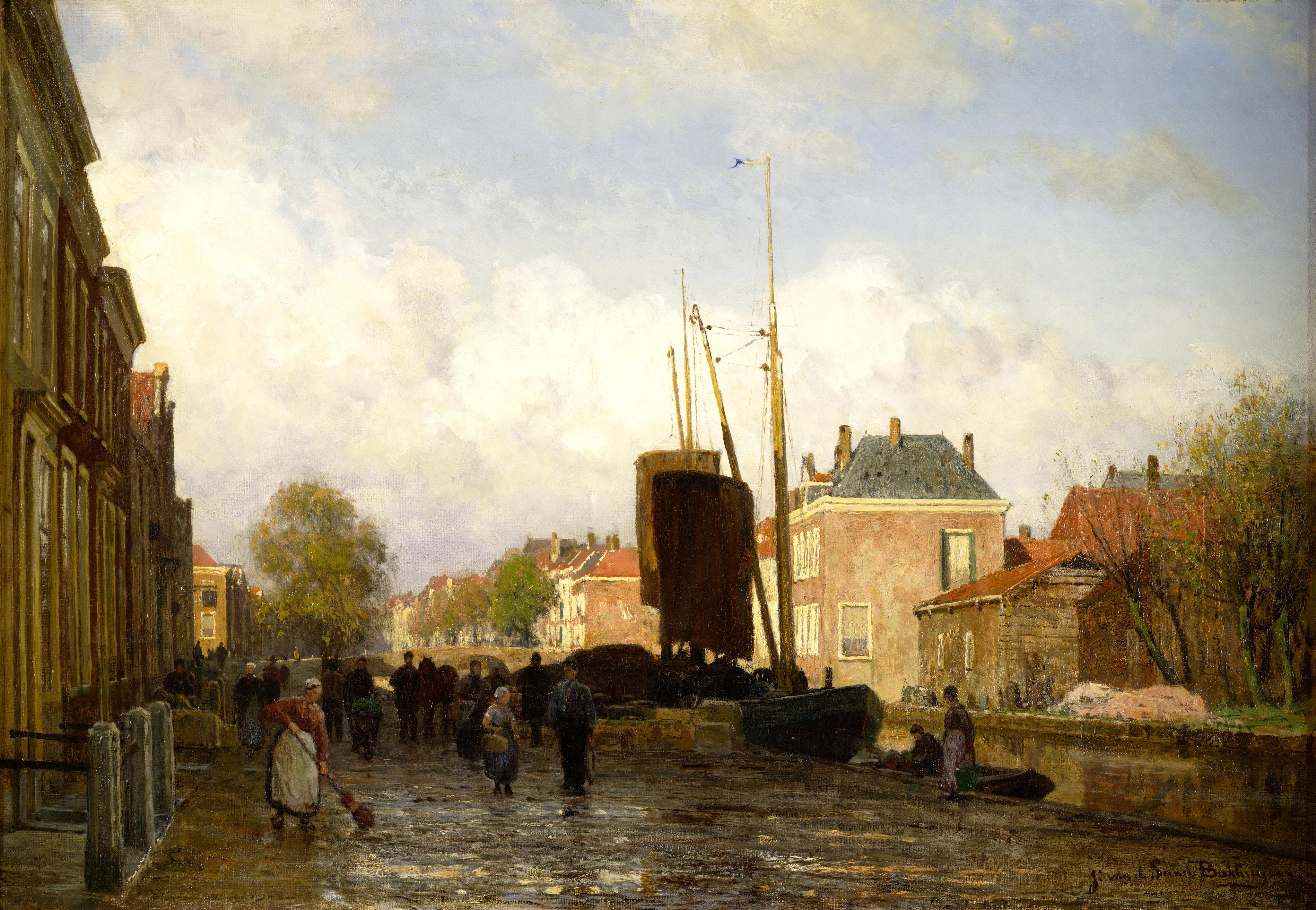
Het Zieken te s'Gravenhage (1870) de Julius van de Sande Bakhuyzen
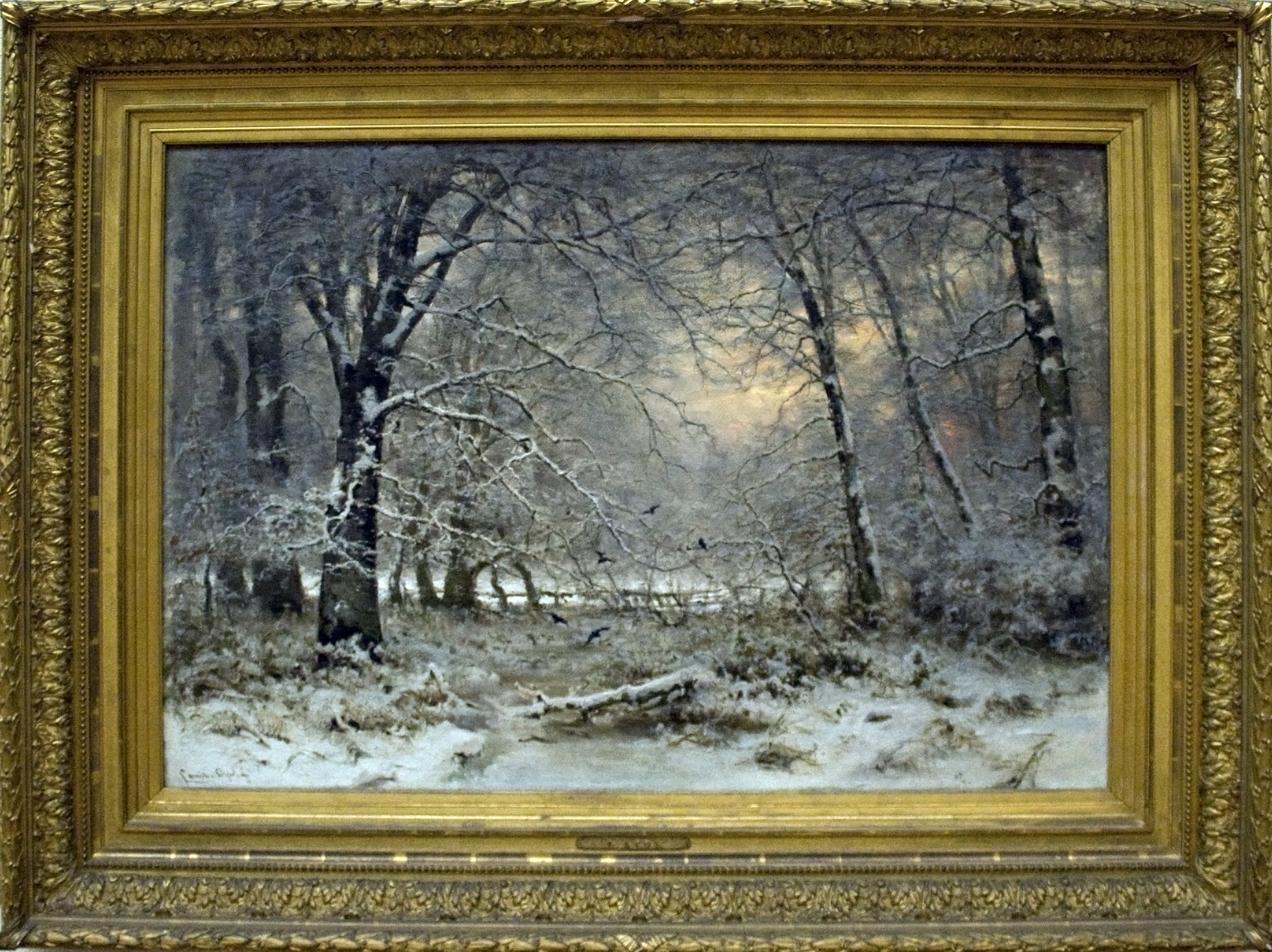
Bosc a l'hivern (1875) de Louis Apol
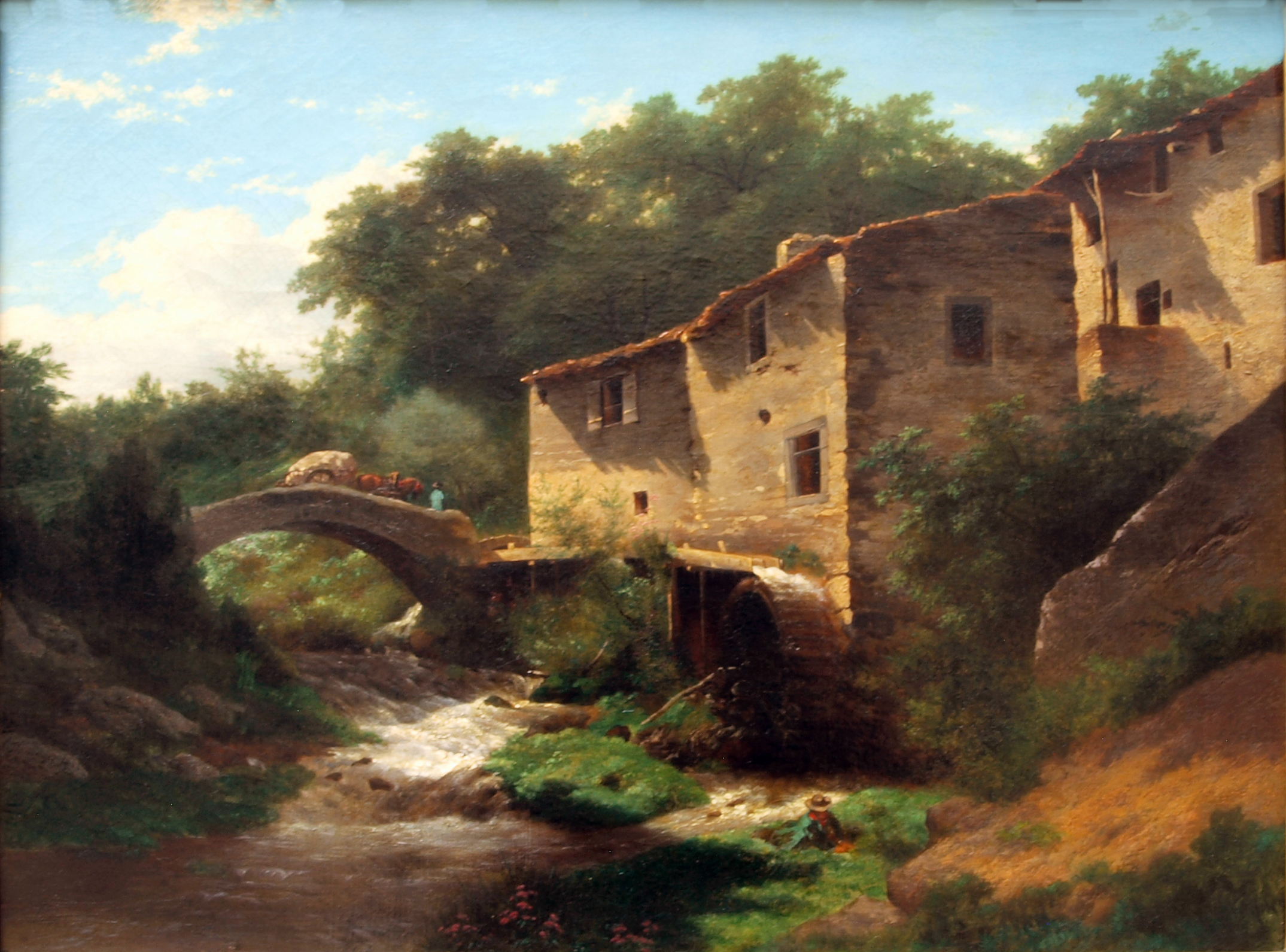
Paisatge d'un molí d'aigua i un pont de pedra (1854) de Louwrens Hanedoes
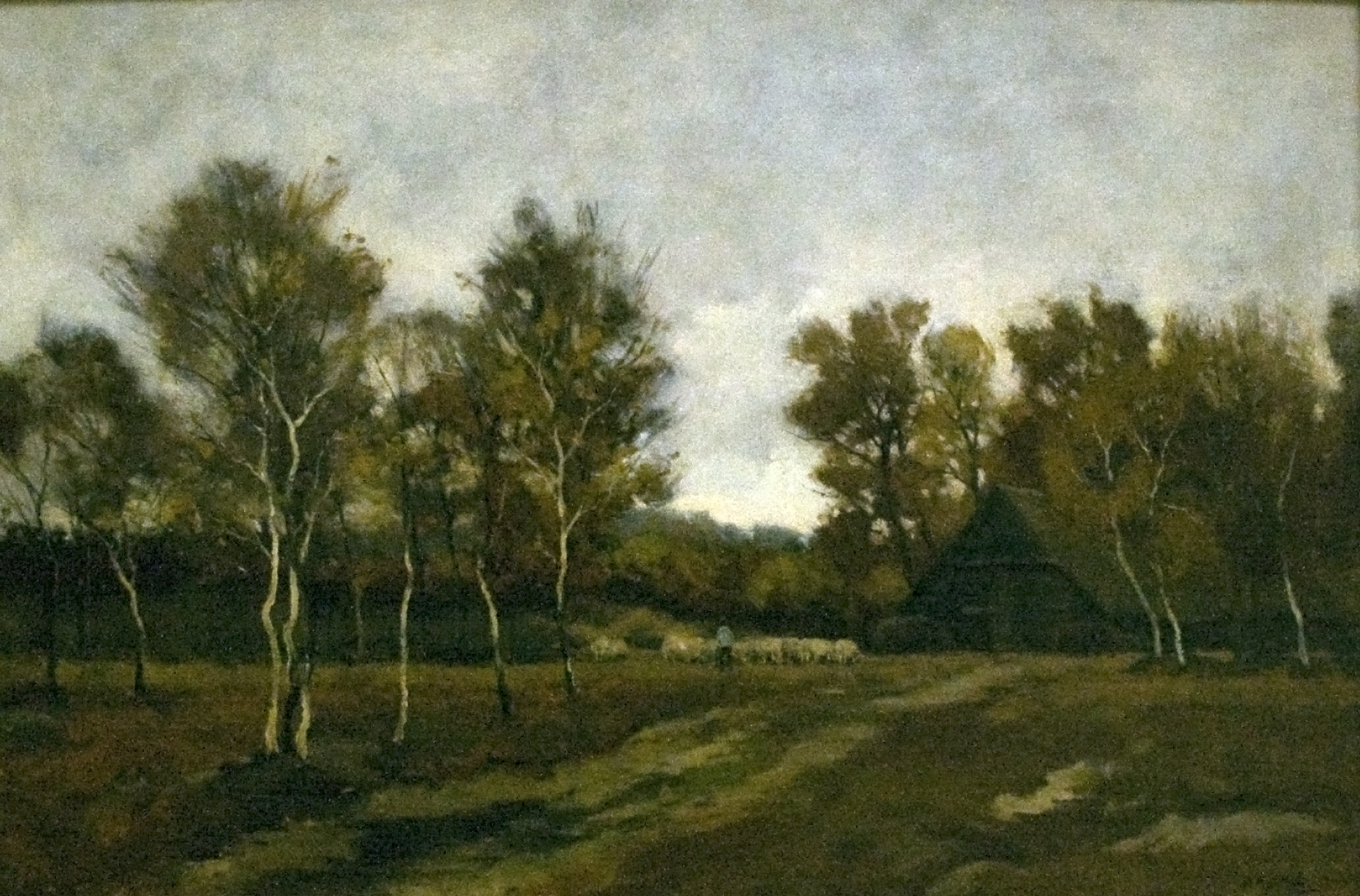
Pleta (1893) de Nicolaas Bastert
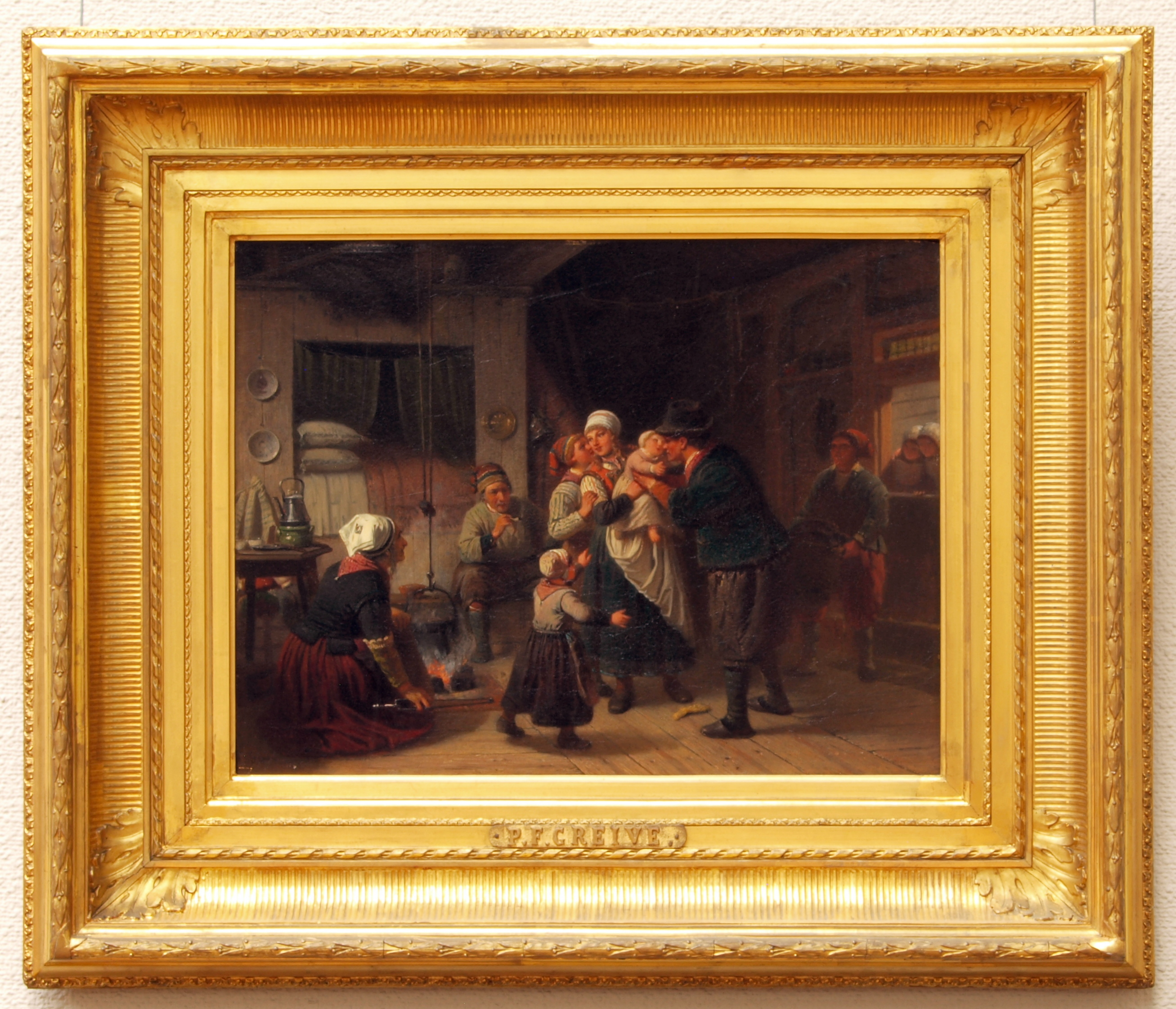
Retorn dels pescadors d'arengada (1860) de Petrus Franciscus Greive
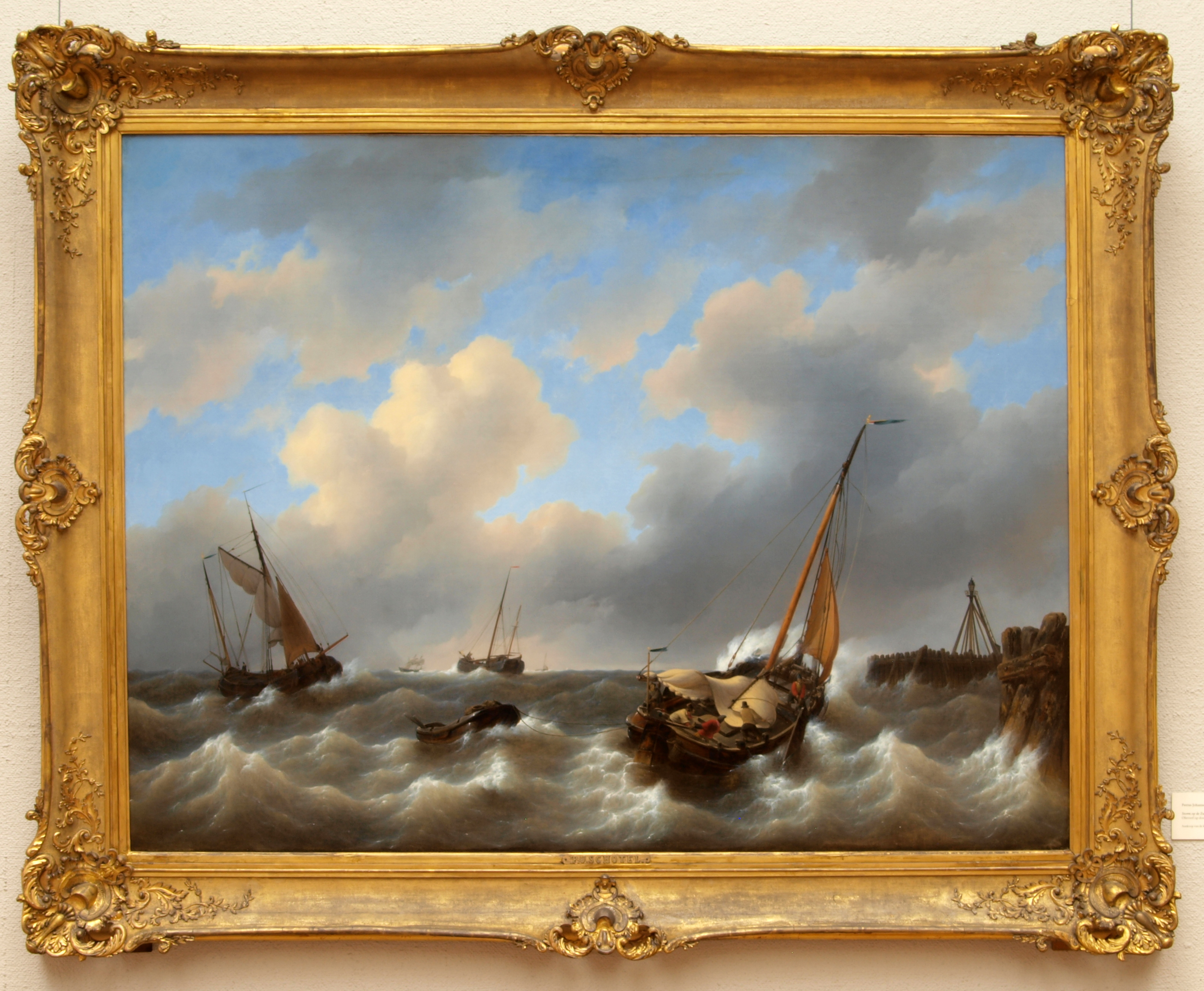
Tempesta a Zuiderzee (1840) de Petrus Johannes Schotel
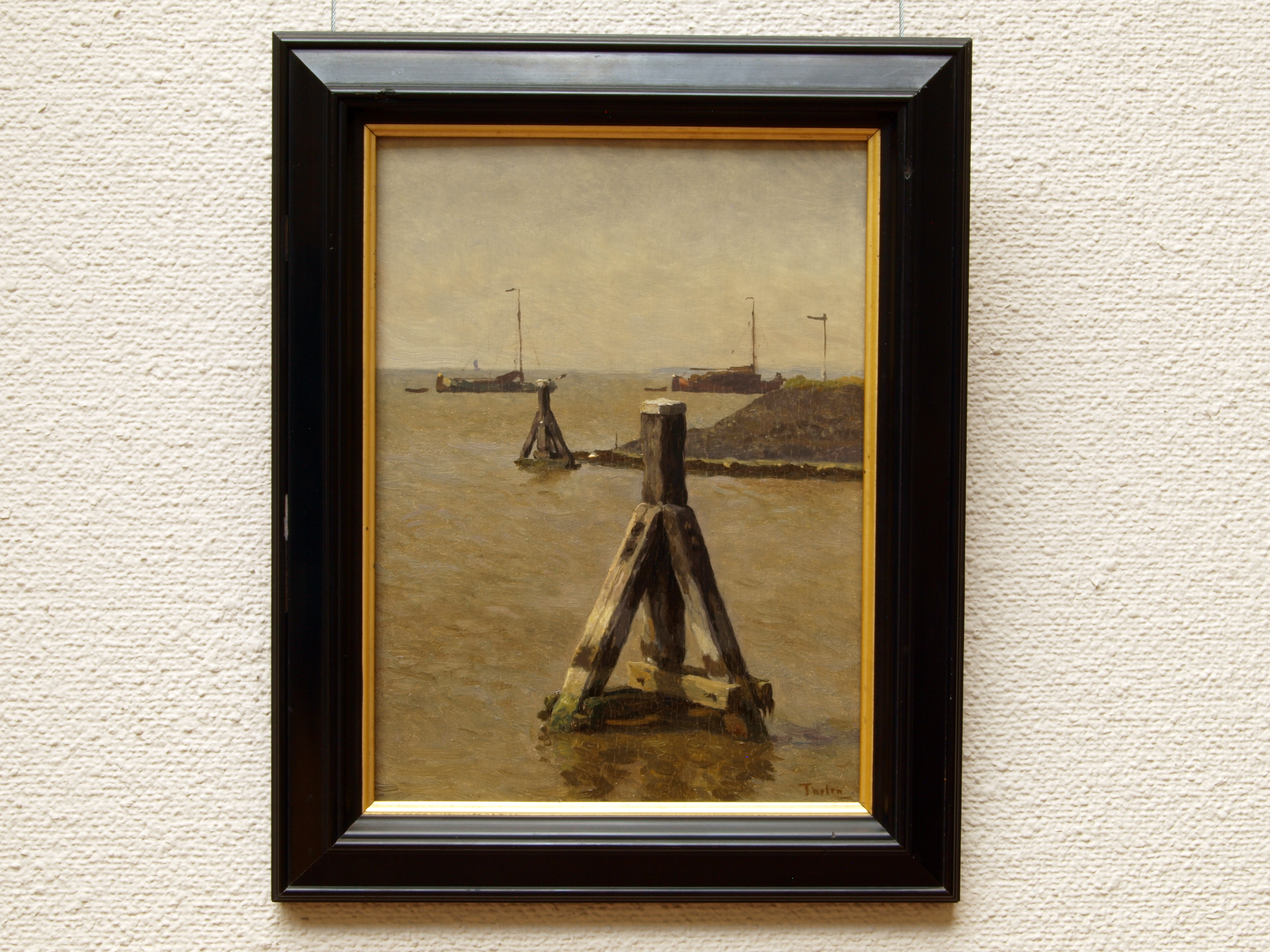
Amarratge (Dukdalf) (1880) de Willem Bastiaan Tholen
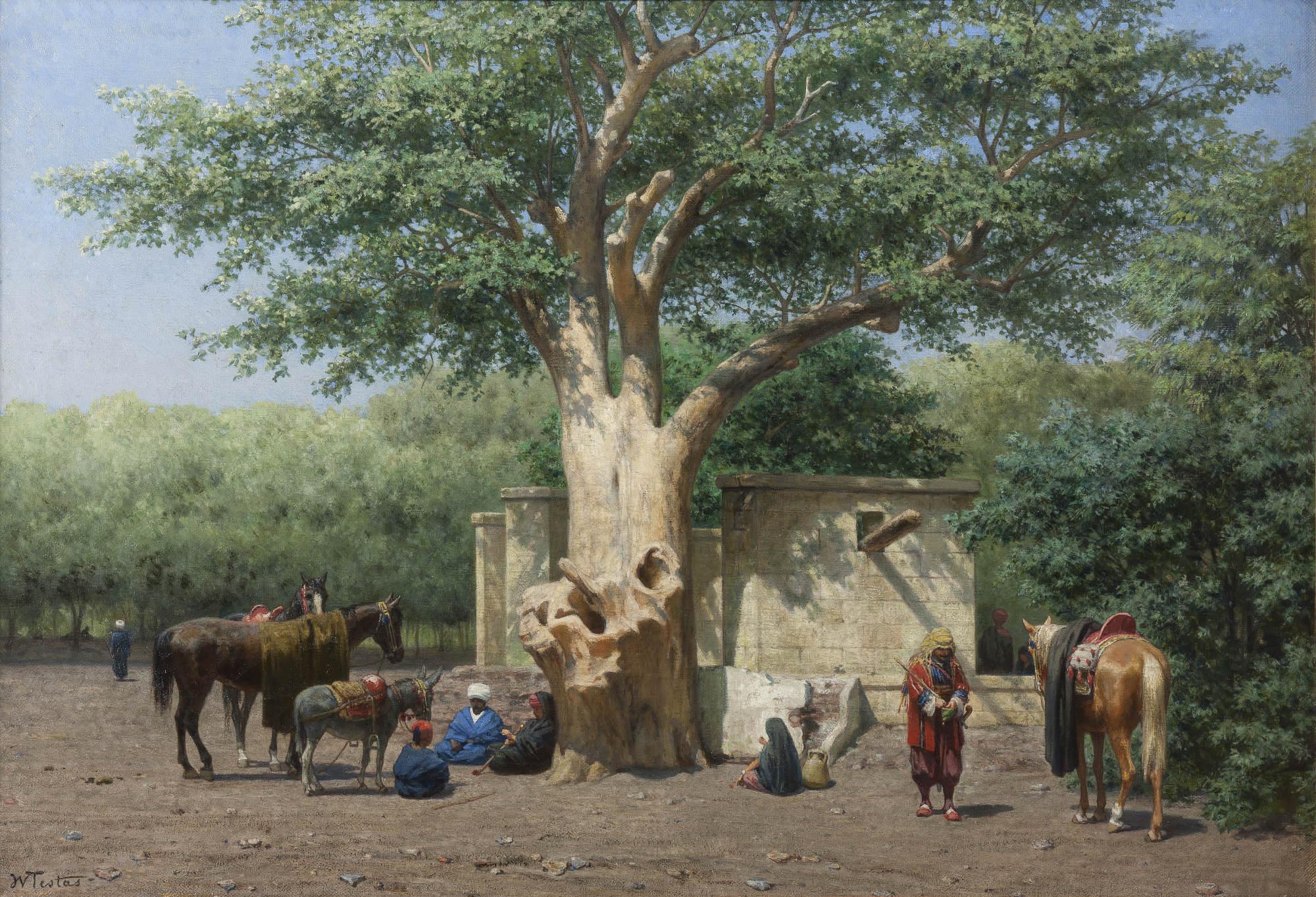
El pou i el sicòmor a la plaça d'Ezbekieh (El Caire) (ca. 1858 –1860) de Willem de Famars Testas
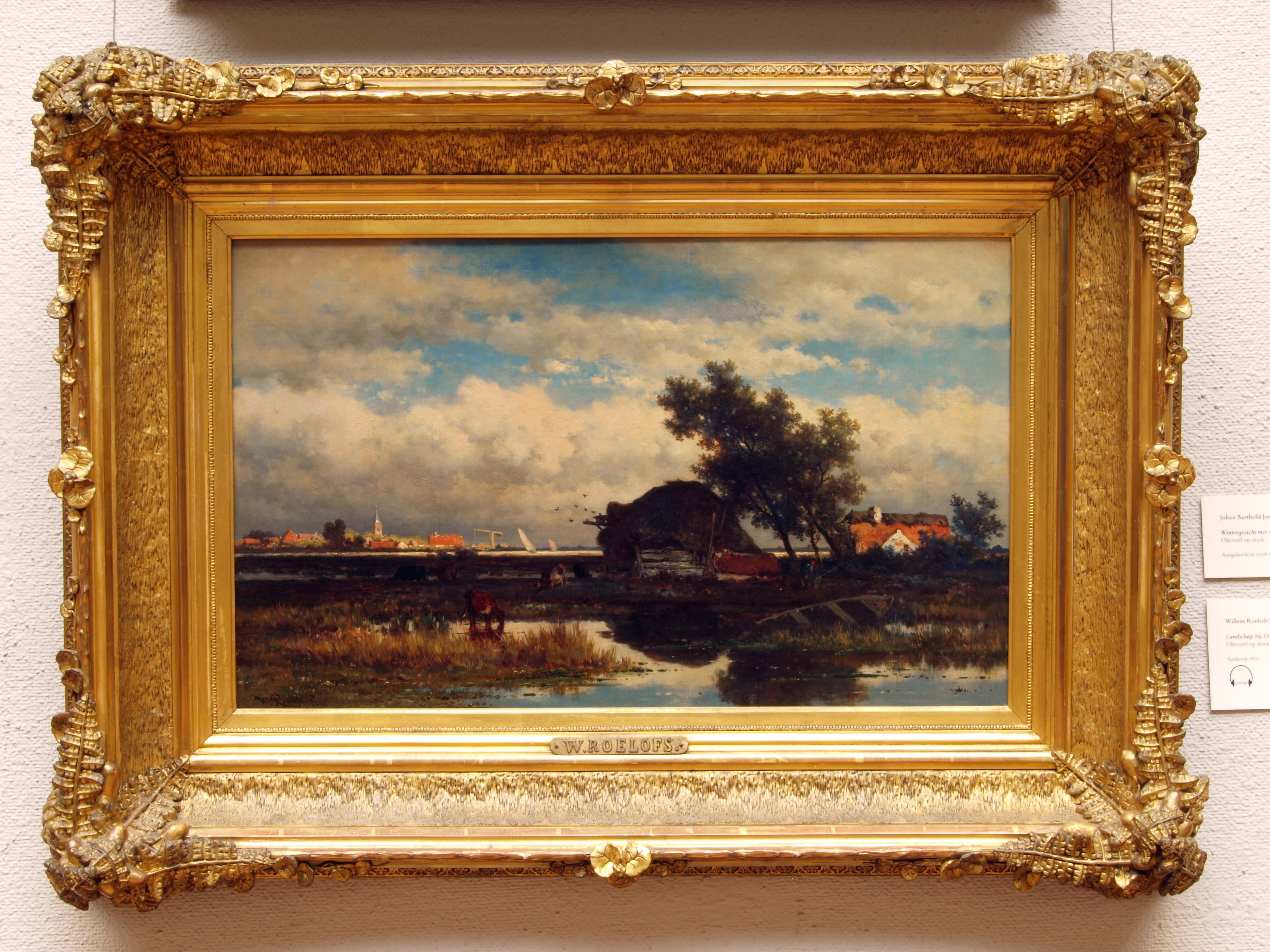
Paisatge de Dordrecht (1875) de Willem Roelofs
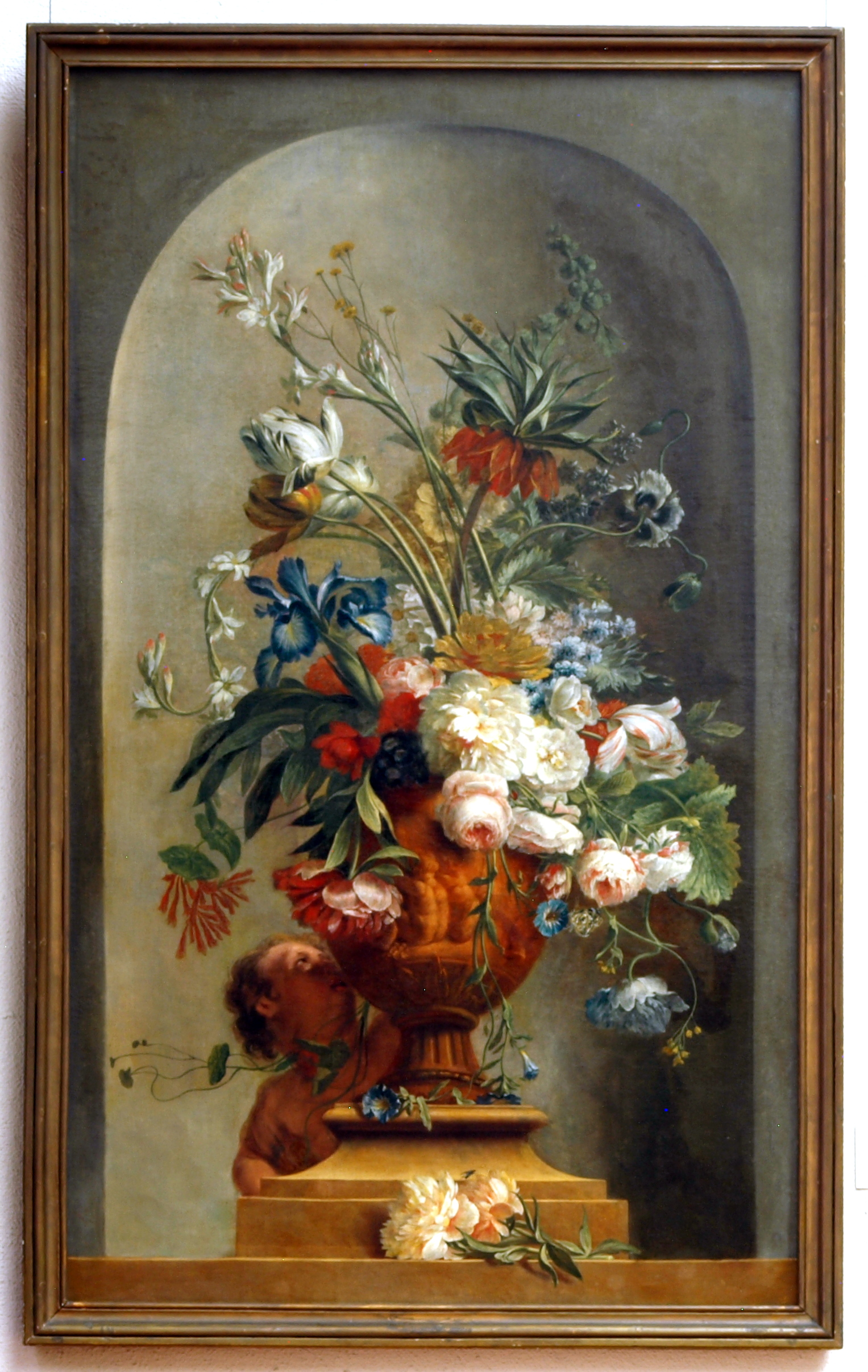
Natura morta amb flors en un gerro d'un nínxol amb un querubí (ca. 1800 – 1820) de Wybrand Hendriks